# Super Smash Bros. (3DS/Wii U)
Super Smash Bros. for Nintendo 3DS i Super Smash Bros. for Wii U («Els germans de la súper esmaixada per a Nintendo 3DS / Wii U») oficialment anomenat Super Smash Bros., són els dos noms de la quarta entrega de la sèrie Super Smash Bros., del gènere de lluita, per a la Nintendo 3DS i per a la Wii U.
Va ser desenvolupat per Sora Limited i Bandai Namco Games i és publicat per Nintendo. Nintendo va anunciar el joc a l'Electronic Entertainment Expo 2011. El joc conté personatges de sèries de Nintendo, HAL Laboratory, Pokémon (Creatures Inc. i Game Freak), Ape, Inc., Shigesato Itoi, Intelligent Systems, Sega, Capcom, Bandai Namco Games i Monolith Soft. El videojoc va estrenar-se a la tardor de 2014 per a la versió de Nintendo 3DS. En ambdues consoles també està disponible a la Nintendo eShop.

## Jugabilitat

### Aspectes generals
Igual que els anteriors jocs de la sèrie és un joc de lluita competitiva en el qual fins a quatre jugadors de diferents personatges de Nintendo lluiten un contra l'altre. Els jugadors utilitzen una varietat d'atacs per a danyar el seu oponent; l'augment del seu percentatge de dany que fa que siguin més fàcils de colpejar fora del camp de joc. Les Boles Smash, introduïdes per primera vegada en Super Smash Bros. Brawl retornen, el que permet a qui obté que realitzin atacs molt poderosos.
El Final Smash i Footstool Jumping tornen de Super Smash Bros. Brawl, mentre que el mecanisme de "tornada" s'ha eliminat i el mode Aventura del joc serà significativament diferent del de Subspace Emissary (ja que aquest mode tampoc hi serà). També s'ha afirmat que els jugadors seran capaços d'enviar combatents personalitzats des d'una versió a l'altra, que les direccions d'atac seran personalitzables, i que el ritme de les batalles serà enmig de Super Smash Bros. Melee i Super Smash Bros. Brawl. El joc no farà ús dels controls de pantalla tàctil que tant suport als sistemes durant el joc.
Assist Trophies, una altra característica de Super Smash Bros. Brawl, s'inclou, com Skull Kid de The Legend of Zelda: Majora's Mask i un bulldog francès de Nintendogs.
Els escenaris que apareixen en la versió de Nintendo 3DS estan basats en escenaris de videojocs per a portàtils, i els de la versió de Wii U estan basats en escenaris de videojocs per a consoles de sobretaula. El joc es presenta en imatges en 1080p en Wii U i en imatge amb ombra per a la Nintendo 3DS. Mentre la Nintendo 3DS té una resolució de 400 x 240, la Wii U en té una de 1920 x 1080. Els detalls més petits s'aprecien més en aquesta versió. També n'hi ha que tornen d'altres entregues de la sèrie. La versió Nintendo 3DS té 3D estereoscòpic i funciona a 60 fotogrames per segon.
Hi apareixen ítems com el POW Block, Fire Bar, Bombchu i Rocket Belt per ajudar el jugador. Les Poké Balls venen en dues versions diferents, el tradicional i el Master Ball, que allibera Pokémon llegendaris com Palkia, Entei i Meloetta, per exemple.
Super Smash Bros. for Nintendo 3DS és compatible amb el C-Stick de la New Nintendo 3DS i de la LL, segurament amb el mateix rol que va tenir en Super Smash Bros. Brawl del comandament de Nintendo GameCube per dur a terme els atacs, per accionar l'escut o per a trets. Tot i això, no és compatible amb el Circle Pad Pro, que afegeix un altre stick a la 3DS i a la 3DS XL convencional perquè consumeixen un 5% de la potència de CPU, quan el joc ja consumeix el 100%. Això es podrà personalitzar.
Es pot fer servir la Nintendo 3DS com a comandament per a la versió de Wii U.

### Modes i formes de joc

#### Per ambdues versions
Un nou sistema de classificació, anomenat Global Smash Score, mesura el rendiment d'un jugador en els modes en solitari de Super Smash Bros contra altres jugadors de tot el món; com més alta sigui la seva puntuació, més jugadors venceran el jugador i, per tant, augmentarà la seva puntuació global de Smash. Els nous jocs també comptaran amb un sistema de "cops adaptables", que només està disponible a les batalles contra els amics.
El mode multijugador en línia està de tornada en el nou joc. Aquest cop, però, hi ha els submodes "For Fun" ("Per gaudir" en català) i "For Glory" ("De debò" en català), que tenen regles diferents entre si. A "For Fun" les etapes són a l'atzar (sense Final Destination -Destinació final en català), tots els ítems estaran disponibles, i només les victòries es registraran. A "For Glory", només es pot jugar en les arenes Final Destination, no es poden usar ítem, hi ha batalles 1 vs. 1, i es registren les victòries i les derrotes. Quan es juga contra els amics en línia, els jugadors poden personalitzar els elements, etapes i regles a cada gust.
Igual que els seus predecessors, el joc comptarà amb trofeus col·leccionables basats en els personatges o elements vistos en diversos jocs de Nintendo, o bé com el Rayman d'Ubisoft. En el menú especial es poden girar dibuixant-los a la pantalla inferior, i en té 544, que es poden aconseguir tant en el mode Smash Run com comprant-los a la botiga de trofeus, en què per comprar-los fa falta pagar amb monedes aconseguides durant les batalles o bé amb monedes aconseguides mitjançant l'opció StreetPass en la 3DS. Els trofeus es poden exposar en vitrines en la versió de Wii U distribuïts per temàtica.
El Mode Espectador, en què es pot veure els jugadors a tot el món lluitar i fer apostes amb l'or en el joc, tornarà a la versió de Nintendo 3DS, apostant sàviament pel control dels noms dels jugadors, les regles, les taxes de guanyar, les probabilitats, els combatents, i l'etapa. Aquesta vegada, primer i segon lloc rebran premis en partits de quatre jugadors, i els espectadors poden apostar l'or que guanya en les ocasions d'experiència.
L'Stadium Mode presenta diversos minijocs; en Home Run Contest ("concurs de home-run", s'ha d'encertar el Sandbag tant com sigui possible i enviar lluny dins d'un límit de temps per tractar d'establir un rècord de distància, tant un sol jugador, com 2 cooperant com 4 competint; en Multi-Man Mode s'han de derrotar tants enemics com sigui possible a l'arena abans que s'acabi el temps, obeint les regles i limitacions de l'opció escollida; Target Blast demana al jugador a colpejar una bomba de temps tantes vegades com sigui possible, i llançar-la a l'estructura completa dels objectius abans que el temporitzador arriba a zero, pel que la seva explosió destruir tants objectius com sigui possible. Es tenen 10 segons per llençar una bomba-rellotge i, s'hi guanyen punts en el Global Smash Power, amb bombes que es poden destruir en cadena. L'objectiu de tots aquests minijocs és guanyar més i més punts. El mode multijugador està disponible en l'estadi, inclús per a Bomba Smash. En aquest últim es juga per torns, però en Assalt es juga simultàniament. Target Blast demana al jugador a colpejar una bomba de temps tantes vegades com sigui possible, i llançar-la a l'estructura completa dels objectius abans que el temporitzador arriba a zero, pel que la seva explosió destruir tants objectius com sigui possible. Es tenen 10 segons per llençar una bomba-rellotge i, s'hi guanyen punts en el Global Smash Power, amb bombes que es poden destruir en cadena. L'objectiu de tots aquests minijocs és guanyar més i més punts. El mode multijugador està disponible en l'estadi, inclús per a Bomba Smash. En aquest últim es juga per torns, però en Assalt es juga simultàniament. Tots aquests minijocs excepte Multi-Man Smash tornen a la versió de Wii U.
En definitiva, les versions de Nintendo 3DS i Wii U comparteixen els modes: combats de debò ("For Glory"), combats per gaudir ("For Fun"), combats amb amics ("With Friends"), Conquesta ("Conquest"), Espectador ("Spectate"), Activitat mundial ("World Status"), Repeticions ("Replays and Replay Channel"), Botons ("Controls"), Sons ("Sounds"), Opcions d'internet ("Internet Options"), Regles ("Rules"), Combats Smash ("Smash Battles"), Smash per equips ("Team Smash"), Entrenament ("Training"), Botiga ("Trophy Shop"), Àlbums ("Albums"), Fonoteca ("Sound Test"), Estadístiques dels lluitadors ("Fighter Records"), Estadístiques generals ("Stats"), Fites ("Milestones"), Consells ("Tips") i més.

#### Per a la versió de 3DS
Super Smash Bros. for Nintendo 3DS té un mode multijugador únic, anomenat Smash Run (Smash aventura en català). En aquest mode de quatre jugadors han d'enfrontar inicialment una sèrie de laberints recollint power-ups i derrotant certs enemics aleatoris (com Goomba, Shy Guy, Kremlings, Magikoopas o Chandelures) durant cinc minuts; esporàdicament, alguns esdeveniments semblen moure's de la pista, com una invasió de Bullet Bill o fortes ràfegues de vent. Després de passar a través d'aquest desafiament, llavors es converteix en una lluita entre els quatre personatges elegits, en què el Power-Ups que estaven en la llista anterior poden usar-se. El mode està basat en un altre anomenat City Trial aparegut en Kirby Air Ride. Aquests poders estan representats per diferents símbols - com la destral, l'arrencada i l'ala, per exemple - i augmentar els següents atributs del teu personatge: atac, salt, velocitat, defensa i armes especials.
Hi haurà dos modes exclusius més: per a la versió de Nintendo 3DS: Simple Mode (també anomenat Solo Mode) i Stadium Mode. En aquest primer s'ha de triar un lluitador i anar completant cada escenari, triant entre diferents rutes a seguir al mapa. La dificultat es pot canviar mitjançant l'ús de "Fighter Scale", que també permet guanyar més recompenses, però augmenta el nivell de desafiament també. Aquest mode també porta oponents en forma metàl·lica o gegant.
Al·legant la poca potència que té la 3DS, 3DS XL i la 2DS, Nintendo diu que Super Smash Bros. for Nintendo 3DS podrà interaccionar directament amb Miiverse amb la New Nintendo 3DS i la seva variant XL.
té un minijoc compatible amb StreetPass, i no serà compatible amb el joc el Mode Descàrrega, és a dir, no es podran connectar localment dues persones amb un sol cartutx. El joc té un minijoc implicant StreetPass, com es va confirmar va dies per Masahiro Sakurai, anomenat "StreetSmash", en què els jugadors que s'han trobat es poden confrontar i com més es derrotin més premis hi ha.

#### Per a la versió de Wii U
Mentre la Nintendo 3DS té una resolució de 400 x 240, la Wii U en té una de 1920 x 1080. Els detalls més petits s'aprecien més en aquesta versió, i els escenaris són ampliables. En el joc podran participar fins a 8 jugadors localment.
Smash para 8 és un mode especial; té uns escenaris concrets (no es poden jugar amb tots), i alguns s'expandeixen per facilitar la batalla, però no es pot jugar online. Els escenaris s'expandeixen en aquesta mena de modes. Un d'ells és el Gran campo de batalla ("Big Battefield"). Els detalls més petits es veuen en la Wii U i no en la 3DS, i en alguns escenaris l'acció té lloc en dos plans.
A Super Smash Bros. for Wii U es pot jugar de dues maneres: per temps i per vides, així com els combats per monedes, en què per guanyar s'han d'atrapar les monedes que deixen anar els personatges que han rebut un atac; si el jugador cau en perdrà. Un nou mode de batalla dins el mode Smash especial en què per perdre s'ha de tenir el comptador a 0%. 14: Smash Especial. Aquest és un mode per personalitzar els personatges: stamina, mida, cap, cos, estat, gravetat, velocitat i càmera es poden canviar per participar en batalles absurdes.
Dins el mode "Normes" es pot canviar la freqüència amb què apareixen determinats ítems. Dins el mode "Desafiaments" s'hi han de completar diversos desafiaments durant el joc per completar un panell ple d'imatges. Completar-los també duu recompenses.
Dins el mode "La senda del guerrero" ("Classic Mode"), mentre que en Nintendo 3DS s'havien de completar diverses batalles abans de la final mitjançant un mapa, en Wii U s'avança depenent de com es sobreviu (en la de 3DS es triava). Com més dur sigui el desafiament, més recompensa. També es pot controlar un parell de personatges. El cap final és Master Hand. Leyendas de la lucha ("All-Star Mode" en anglès). Aquest mode és com un de normal però amb objectes curatius limitats. En la 3DS es lluita en ordre cronològic de la seva existència, però en Wii U és diferent. Té una zona de descans amb un coliseu al fons amb els trofeus dels lluitadors derrotats. El mode també és multijugador 2 persones.
En el mode Desafiaments es pot lluitar en batalles temàtiques amb fons especials i per a 2 jugadors cooperativament. Els escenaris formen un mapa. Smashventura de Nintendo 3DS, un mode en què s'explora un laberint durant 5 minuts i per avançar fa falta agafar power-ups abans de la batalla final, no està disponible en Wii U. Aquest mode es dirà en Wii U Mundo Smash ("Smash Tour" en anglès), un mode estil tauler. S'ha de fer girar una ruleta per avançar en el tauler i participar en aquesta mena de desafiaments (els de Smashventura). Fins a 4 persones poden jugar, en forma de Miis. Com més s'avança més personatges rebrà d'ajudants en la batalla final. Si tots ells coincideixen, té lloc una gran batalla, i depenent de la situació, es pot robar un dels seus, així com millorar les estadístiques dels personatges obtinguts. L'ús d'objectes i d'esdeveniments a l'atzar és important tant en el tauler com en les batalles. Passar pels punts de trobada farà també el jugador més fort, i els power-ups i les vides s'acumulen fins al final (si no és que ha passat quelcom).
En Retos a la carta ("Special Orders" en anglès), Master Hand i Crazy Hand protagonitzen dos minijocs del joc anomenats Retos Master Hand ("Master Orders") i Retos Crazy Hand ("Crazy Orders"). Consisteix a avançar combat a combat guanyant les trobades determinades per l'entrada que toquin. En el primer es rebran més o menys recompenses depenent de la dificultat. Les entrades tenen ús únic i es fan servir per separat. En el segon fan falta monedes d'or o entrades per participar. Els combats augmentaran de dificultat a mesura que s'avanci, escollint-les i amb un màxim de temps. La final consisteix en una lluita contra ell, rebent recompenses al guanyar-lo. En el mode Fortaleza Suprema, Master Core, que surt de Master Hand. Forma diversos estats en els quals ataca al jugador sense parar.
En el mode Editor de fotos ("Photo Studio"), permet disposar els trofeus com a muntatges. En Cazatesoros ("Trophy Rush"), que pot ser multijugador entre 2 cooperatiu, s'han de destruir les caixes que contenen recompenses. Aquesta versió també disposa d'un mode amb què es poden jugar a jocs clàssics de Nintendo i la possibilitat de comprar-los a la Nintendo eShop, sota el mode Clásicos ("Masterpieces").
En el mode online es poden veure notificacions i temes de discussió recents, així com la llista de notificacions passades. En el mode online Con todos ("With Anyone"), es pot lluitar amb la mateixa consola. S'ha de triar Smash por equipos ("Smash for teams") i després un o dos jugadors. En la versió de Wii U s'introdueix una opció d'organitzar tornejos. El que s'ha de fer és reunir jugadors, anomenar-lo, donar-li un període, la forma de guanyar, condicions de la victòria. Fins a 64 jugadors podran lluitar en tornejos oficials que organitzarà Nintendo, i al final es podran veure les repeticions.
El Wii U GamePad, a part de mostrar la mateixa imatge que la del televisor, mostra les estadístiques dels jugadors. Es poden decorar captures de pantalla amb el Wii U GamePad. Amb una actualització aquestes imatges es podran compartir en línia. El Wii U GamePad disposa d'un micròfon que, a part de fer-se servir per a Wii U Chat, en Super Smash Bros. for Wii U es podran enviar missatges de veu entre amics. Durant la pantalla de selecció de personatges, és possible veure si les dues persones tenen els micròfons connectats, i per tant, comunicar-se. Durant el combat, per mantenir la qualitat de connexió, el xat de veu es mostra desactivat; no obstant això, abans i després d'una batalla sí que es pot connectar. Amb el Wii U GamePad també es poden dissenyar escenaris. Es marca una superfície, a partir de textures, amb el llapis que acabarà format terreny, bé amb regle o sense. També és possible esborrar-los o afegir ítems. També es poden crear superfícies inestables o que danyin el jugador. També es poden triar cinc temes, triar la música i provar-los. En la versió de Wii U també es poden veure els tràilers i altres vídeos dels personatges i del joc en general.

### Personalització dels personatges

#### Atac especial personalitzable
Sakurai va parlar sobre la personalització dels personatges dels atacs, un dels elements més interessants d'aquest nou joc. Segons el desenvolupador, cada personatge comptarà amb dotze variacions d'atacs, i es pot triar tres atacs diferents per a cada moviment Smash -lateral, amunt, avall, costat. El valor estàndard de Mario, per exemple, pot ser una bola de foc convencional, una bola recta i el foc més ràpid o bola de foc que es mou augmentar lenta però pot colpejar més d'una vegada. La personalització dels atacs també es mostrarà als Mii Fighters. Lluitadors personalitzats, inclosos els Miis no es poden usar en batalles en línia "With Anyone" (amb ningú, però només en les batalles online "With Friends" (amb amics); la decisió de no permetre que els Miis vagin en batalles "With Anyone" va passar per a prevenir l'assetjament escolar.
Aquests tipus d'atacs poden ser personalitzats, amb 3 variacions per a cada direcció. Això significa que hi haurà dos tipus d'atacs: els especials i els personalitzables. No obstant això, ni els Mii Fighters ni Palutena compten amb variacions, sinó amb atacs totalment únics. En jugar en línia no podràs fer servir les peces personalitzables en la manera "With Anyone". Estaran disponibles quan es jugui a "With Friends".

#### Accessoris
Com una mena de "herència" de les stickers de Super Smash Bros. Brawl (Wii, 2008), en el nou joc es podran equipar als seus combatents amb elements com ara guants i botes que augmenten atributs com el poder d'atac i velocitat. El personatge que pesarà més serà el que tingui més ítems a sobre, mentre que un caràcter lleu ja compta amb avantatges de velocitat naturals. Es poden portar fins a tres accessoris alhora. Les categories d'accessoris són atac, defensa i rapidesa. Però no es tracta simplement de potenciar cada habilitat. Es pot fer que als seus rivals els costi més llançar pels aires, però a costa d'un moviment més lent; o pot ser més àgil, però pagant el preu d'uns atacs més febles. Les fortaleses del teu personatge canviaran segons els ajustos que facis. Es poden aconseguir accessoris en els diferents modes de joc. Aquests accessoris tindran el mateix nom però tindran un rendiment lleugerament diferent. Per cert, la imatge del personatge no canviarà.
Lluitadors personalitzats es poden transferir en les versions de 3DS i Wii U. També es podran compartir fotos, repeticions, Mii Fighters i escenaris amb una actualització tant de forma privada com online.

### Personatges jugables
Per les limitacions en la versió de 3DS, hi ha uns quants personatges que tornen de Super Smash Bros. Brawl, incloent la tornada de Sonic com a personatge third-party, però també hi ha nouvinguts. Hi ha 49 (51 si els tres tipsu de Mii es compten per separat) personatges jugables anunciats, deu d'ells filtrats.
El videojoc conté personatges de sèries de Nintendo, HAL Laboratory, Pokémon (Creatures, Inc. i Game Freak), Intelligent Systems, Sega, Capcom, Bandai Namco Games i Monolith Soft.
| Lluitador                           | Sèrie provinent      |
| ----------------------------------- | -------------------- |
| Bowser                              | Mario                |
| Bowser Jr.c                         | Mario                |
| Captain Falcon                      | F-Zero               |
| Charizardb                          | Pokémon              |
| Dark Pit                            | Kid Icarus           |
| Diddy Kong                          | Donkey Kong          |
| Donkey Kong                         | Donkey Kong          |
| Dr. Mario                           | Mario                |
| Duck Hunt                           | Duck Hunt            |
| Ganondorf                           | The Legend of Zelda  |
| Greninja                            | Pokémon              |
| Ike                                 | Fire Emblem          |
| Falco                               | Star Fox             |
| Fox                                 | Star Fox             |
| Jigglypuff                          | Pokémon              |
| King Dedede                         | Kirby                |
| Kirby                               | Kirby                |
| Link                                | The Legend of Zelda  |
| Little Mac                          | Punch-Out!!          |
| Lucario                             | Pokémon              |
| Lucina                              | Fire Emblem          |
| Luigi                               | Mario                |
| Mario                               | Mario                |
| Marth                               | Fire Emblem          |
| Mega Man                            | Mega Man             |
| Meta Knight                         | Kirby                |
| Mii Fightera†                       | Wii                  |
| Mr. Game & Watch                    | Game & Watch         |
| Ness                                | EarthBound           |
| Pac-Man                             | Pac-Man              |
| Palutena                            | Kid Icarus           |
| Pikachu                             | Pokémon              |
| Pikmin i Olimar                     | Pikmin               |
| Pit                                 | Kid Icarus           |
| Princesa Peach                      | Mario                |
| Robotic Operating Buddy             | Gyromite / Stack-Up  |
| Robin†                              | Fire Emblem          |
| Rosalina i Luma (Estela y Destello) | Mario                |
| Samus                               | Metroid              |
| Sheikb                              | The Legend of Zelda  |
| Shulk                               | Xenoblade Chronicles |
| Sonic                               | Sonic the Hedgehog   |
| Toon Link                           | The Legend of Zelda  |
| Vilatà†                             | Animal Crossing      |
| Wario                               | Wario                |
| Entrenador de Wii Fit†              | Wii Fit              |
| Yoshi                               | Yoshi                |
| Zelda                               | The Legend of Zelda  |
| Zero Suit Samusb                    | Metroid              |

Notes
  El personatge no s'ha presentat com un personatge jugable en el joc anterior de la saga Super Smash Bros. i és nou en la sèrie.
  Indica un personatge d'una sèrie no relacionada amb els desenvolupadors (third-party).
^a  Hi haurà tres categories diferents per triar: Mii Brawl (barallant sense armes), Mii Swordfighter (lluita amb espasa) i Mii Gunner (lluita amb armes de foc). Cadascun dels tipus té 12 varietats d'atacs especials (4 direccions x 3 variacions). En Peces personalitzables també es pot canviar de barret i indumentària als teus lluitadors. Els lluitadors Mii no podran usar-se en línia en jugar en la manera "With Anyone" però està previst que sigui possible per a la manera "With Friends" en línia. Les AKB48 estaran disponibles en el joc en forma d'oponents.
^b  El personatge abans va ser jugat com un personatge diferent. per exemple, Sheik abans era part de Zelda.
^c  Els seus vestits alternatius són els Koopalings: Larry, Morton, Wendy, Iggy, Roy, Lemmy, o Ludwig. Encara que semblin diferents, juguen igual que Bowser Jr..
^†  Les dues variants mascle i femella del personatge seran jugables.
El criteri de desbloqueig per a certs personatges consisteix en progressives partides de versus que van de 10 en 10, segons la llista a continuació. Els personatges són: Ness, Falco, Wario, Lucina, Dark Pit, Dr. Mario, R.O.B., Ganondorf, Mr. Game & Watch, Bowser Jr., Duck Hunt Dog i Jigglypuff.

### Escenaris
Les batalles de Super Smash Bros. transcorren en un escenari. Els escenaris per a la versió de Nintendo 3DS estan basats en videojocs de videoconsola portàtil i els de Wii U en una consola de sobretaula, encara que també n'hi ha que coincideixen. Hi ha unes zones en els escenaris que si s'està a més de 100% de danys el jugador perdrà, i en la versió de Wii U poden augmentar de mida per facilitar la batalla. En alguns escenaris l'acció té lloc en dos plans. Els escenaris poden ser de dos tipus: normals o en forma omega, que és totalment plana.

#### Per a ambdues versions
Els que coincideixen són:
| Nom                               | Sèrie provinent      | Nova?                                                  |
| --------------------------------- | -------------------- | ------------------------------------------------------ |
| Battlefield (Campo de batalla)    | Super Smash Bros.    | No (versió diferent de la mostrada en anteriors jocs). |
| Final Destination (Destino final) | Super Smash Bros.    | No (versió diferent de la mostrada en anteriors jocs). |
| Boxing Ring (Cuadrilátero)        | Punch-Out!!          | Sí                                                     |
| Gaur Plain (Llanuras de Gaur)     | Xenoblade Chronicles | Sí                                                     |
| Wily Castle (Castillo de Wily)    | Mega Man             | Sí                                                     |

#### Per a la versió de 3DS
Els escenaris exclusius per a la versió de Nintendo 3DS són:
| Nom                                            | Sèrie provinent     | Nova?                      |
| ---------------------------------------------- | ------------------- | -------------------------- |
| 3D Land (3D Land)                              | Mario               | Sí                         |
| Golden Plains (Pradera Monetaria)              | Mario               | Sí                         |
| Rainbow Road (Senda Arco Iris)                 | Mario               | Sí                         |
| Paper Mario (Paper Mario)                      | Mario               | Sí                         |
| Mushroomy Kingdom (Reino Champiñónico)         | Mario               | De Super Smash Bros. Brawl |
| Yoshi's Island (Isla de Yoshi)                 | Yoshi               | De Super Smash Bros. Brawl |
| WarioWare, Inc. (WarioWare, Inc.)              | Wario               | De Super Smash Bros. Brawl |
| Jungle Japes (Jungla Jocosa)                   | Donkey Kong         | De Super Smash Bros. Melee |
| Gerudo Valley (Valle Gerudo)                   | The Legend of Zelda | Sí                         |
| Spirit Train (Tren de los Dioses)              | The Legend of Zelda | Sí                         |
| Brinstar (Brinstar)                            | Metroid             | De Super Smash Bros. Melee |
| Corneria (Corneria)                            | Star Fox            | De Super Smash Bros. Melee |
| Dream Land (Dream Land)                        | Kirby               | Sí                         |
| Unova Pokémon League (Liga Pokémon de Teselia) | Pokémon             | Sí                         |
| Prism Tower (Torre Prisma)                     | Pokémon             | Sí                         |
| Magicant                                       | EarthBound          | Sí                         |
| Mute City                                      | F-Zero              | Sí                         |
| Arena Ferox (Coliseo de Regna Ferox)           | Fire Emblem         | Sí                         |
| Flat Zone 2                                    | Game & Watch        | De Super Smash Bros. Brawl |
| Reset Bomb Forest (Bosque génesis)             | Kid Icarus          | Sí                         |
| Distant Planet (Planeta remoto)                | Pikmin              | De Super Smash Bros. Brawl |
| Tortimer Island (Isla Tórtimer)                | Animal Crossing     | Sí                         |
| PictoChat 2 (PictoChat 2)                      | Nintendo DS         | Sí                         |
| Balloon Fight                                  | Balloon Fight       | Sí                         |
| Living Room (Casa rural)                       | Nintendogs          | Sí                         |
| Find Mii (Rescate Mii)                         | Nintendo 3DS        | Sí                         |
| Tomodachi Life (Tomodachi Life)                | Tomodachi           | Sí                         |
| Green Hill Zone (Zona Green Hill)              | Sonic the Hedgehog  | De Super Smash Bros. Brawl |
| Pac-Maze                                       | Pac-Man             | Sí                         |

#### Per a la versió de Wii U
Els escenaris exclusius per a la versió de Wii U són:
| Nom                                                       | Sèrie provinent     | Nova?                      |
| --------------------------------------------------------- | ------------------- | -------------------------- |
| Big Battlefield (Gran campo de batalla)                   | Super Smash Bros.   | Sí                         |
| Mario Galaxy (Mario Galaxy)                               | Mario               | Sí                         |
| Mushroom Kingdom U (Reino Champiñón U)                    | Mario               | Sí                         |
| Mario Circuit (Circuito Mario)                            | Mario               | Sí                         |
| Mario Circuit (Circuito Mario)                            | Mario               | De Super Smash Bros. Brawl |
| Delfino Plaza (Ciudad Delfino)                            | Mario               | De Super Smash Bros. Brawl |
| Luigi's Mansion (Mansión de Luigi)                        | Mario               | De Super Smash Bros. Brawl |
| Woolly World (Reino de la lana)                           | Yoshi               | Sí                         |
| Yoshi's Island (Isla de Yoshi)                            | Yoshi               | De Super Smash Bros. Melee |
| Jungle Hijinxs (Jungla escandalosa)                       | Donkey Kong         | Sí                         |
| Kongo Jungle 64                                           | Donkey Kong         | De Super Smash Bros.       |
| 75 m (75 m)                                               | Donkey Kong         | De Super Smash Bros. Brawl |
| Gamer (Gamer)                                             | Wario               | Sí                         |
| Skyloft (Altárea)                                         | The Legend of Zelda | Sí                         |
| Temple                                                    | The Legend of Zelda | De Super Smash Bros. Melee |
| Bridge of Edin (Gran Puente de Eldin)                     | The Legend of Zelda | De Super Smash Bros. Brawl |
| Pyrosphere (Pirosfera)                                    | Metroid             | Sí                         |
| Norfair (Norfair)                                         | Metroid             | De Super Smash Bros. Brawl |
| The Great Cave Offensive (El gran ataque de las cavernas) | Kirby               | Sí                         |
| Halberd (Hal Abarda)                                      | Kirby               | De Super Smash Bros. Brawl |
| Orbital Gate Assault (Estación espacial)                  | Star Fox            | Sí                         |
| Lylat Cruise (Sistema Lylat)                              | Star Fox            | De Super Smash Bros. Brawl |
| Kalos Pokémon League (Liga Pokémon de Kalos)              | Pokémon             | Sí                         |
| Pokémon Stadium 2 (Estadio Pokémon 2)                     | Pokémon             | De Super Smash Bros. Brawl |
| Port Town Aero Dive (Port Town Aero Dive)                 | F-Zero              | De Super Smash Bros. Brawl |
| Onett                                                     | EarthBound          | De Super Smash Bros. Melee |
| Coliseum (Coliseo)                                        | Fire Emblem         | Sí                         |
| Castle Siege (Castillo asediado)                          | Fire Emblem         | De Super Smash Bros. Brawl |
| Flat Zone X                                               | Game & Watch        | Sí                         |
| Palutena's Temple (Templo de Palutena)                    | Kid Icarus          | Sí                         |
| Skyworld (Reino del Cielo)                                | Kid Icarus          | De Super Smash Bros. Brawl |
| Garden of Hope (Vergel de la Esperanza)                   | Pikmin              | Sí                         |
| Town and City (Sobrevolando el cielo)                     | Animal Crossing     | Sí                         |
| Smashville                                                | Animal Crossing     | De Super Smash Bros. Brawl |
| Wii Fit Studio (Sala de Wii Fit)                          | Wii Fit             | Sí                         |
| Duck Hunt                                                 | Duck Hunt           | Sí                         |
| Wrecking Crew (Wrecking Crew)                             | Wrecking Crew       | Sí                         |
| Pilotwings (Pilotwings)                                   | Pilotwings          | Sí                         |
| Wuhu Island (Islas Wuhu)                                  | Wii Sports          | Sí                         |
| Windy Hill (Zona Windy Hill)                              | Sonic the Hedgehog  | Sí                         |
| Pac-Land                                                  | Pac-Man             | Sí                         |

### Compatibilitat amb Amiibo
Nintendo també va anunciar que Super Smash Bros. for Wii U serà compatible amb la primera línia de les joguines Amiibo, que començaran a llançar-se a finals de 2014 juntament amb el joc. Al contactar amb la zona NFC del Wii U GamePad, cadascuna d'aquestes figures transfereix la seva informació per al joc, i entrarà en batalles per elevar les seves habilitats per ser més poderós. Les joguines Amiibo també són capaces de rebre informació del joc, renovant els seus atributs i el registre dels fraus en què han estat personalitzats pel jugador.
En Super Smash Bros. for Nintendo 3DS and Wii U, aquestes nines es transformaran en "FP" - que significa "Figure Players" - i sempre serà controlat per l'ordinador. El "FP" es pot pujar de nivell com la cara més batalles, i són capaços d'aprendre els estils de combat utilitzats pels jugadors humans, anticipant atacs i represàlies amb més eficiència. El nivell màxim que un "FP" pot arribar és de 50, mostrant molt més fort que una CPU de LV. 9. Aquests personatges també es poden utilitzar com a socis en baralles en equip.

## Actualitzacions

### Per a la versió de 3DS
Les actualitzacions (acumulatives, és a dir, l'última conté les anteriors) es poden preinstal·lar a la consola i tot sense tenir descarregat Super Smash Bros. for Nintendo 3DS de la eShop perquè després s'apliquin automàticament.
Per a Super Smash Bros. for Nintendo 3DS, hi ha aquestes actualitzacions:
Versió 1.0.1 (disponible al Japó des del 12 de setembre de 2014) [ocupa 372 blocs]
Aquest pegat s'utilitza per activar el mode Online, i també afegeix una característica anomenada Conquest Battle, que s'activarà el 15 de setembre. De tant en tant, quan s'estigui jugant batalles en línia "With Anyone", aquesta opció, representada per la icona de cercle amb els tres colors sorgirà. Una Conquest Battle només pot ser disputada per tres combatents, i el guanyador obté punts per a la seva taula de conquesta en línia. Si vostè està jugant i guanya la taxa "conqueridora" del personatge augmentarà per a tots els jugadors participants. No obstant això, només el guanyador de la Conquest Battle guanyar punts d'èxits i premis com articles de personalització o d'or que s'utilitzarà en el joc.
Versió 1.0.2 (disponible a tot el món el 19 de setembre de 2014) [ocupa 264 blocs]
Arregla el Malentès en el mode For Glory així com altres problemes vistos en el multijugador online. A tot el món aquesta actualització també conté la 1.0.1.
Versió 1.0.3 (disponible a tot el món el 27 d'octubre de 2014) [ocupa 762 blocs]
A partir d'ara en el Conquest Mode no mostra els resultats actuals i també es fan altres millores.
Versió 1.0.4 (disponible a tot el món el 18 de novembre de 2014) [ocupa 859 blocs per als usuaris americans i 658 per als europeus]
Aquest pegat s'ajusta quant a balanceig de jugadors. També inclou diverses altres correccions de joc. El mode multijugador sense fils no funciona si un jugador que ha actualitzat a 1.0.4 vol lluitar contra un jugador amb una versió anterior. La versió 1.0.4 desactiva la reproducció de repeticions guarda amb versions anteriors. Cal aquest pegat per al joc en línia.
Versió 1.0.5 (disponible a tot el món el 10 de febrer de 2015) [ocupa 1010 blocs]
S'ha afegit el Mode Share, en el qual els usuaris poden compartir fotos, dades de repetició, i dades del lluitador Mii, al servidor oficial per compartir les dades arreu del món o dels usuaris afegits a la llista d'amics. La resta d'usuaris també podran baixar el seu contingut, que s'anirà eliminant cada 30 dies d'antiguitat. Els jugadors també poden compartir imatges del joc via Miiverse, en la comunitat Snapshot Sharing.
D'altra banda, ara és possible fer servir els amiibo en la New Nintendo 3DS (XL) -es podrà per a les consoles anteriors amb un accessori que sortirà aquest any; en aquell moment sortirà una altra actualització-. És a dir, els amiibo es poden connectar al punt NFC de la consola (situat a la pantalla tàctil) per transformar-los en "figure players" i poder-los entrenar. També és possible transferir-los de la versió de Wii U. S'han arreglat alguns errors menors, també.
Nintendo deixa clar que no es podrà jugar amb multijugador local les persones que no tinguin la versió 1.0.5 instal·lada, així com que les dades de repetició seran eliminades, i fa falta aquesta actualització per connectar-se online.
Versió 1.0.6 (disponible a tot el món el 15 d'abril de 2015) [ocupa 1388 blocs]
Ara és possible comprar contingut descarregable. Duu també ajustos menors per balancejar el joc i fer una experiència de joc més agradable.
Versió 1.0.7 (disponible a tot el món el 24 d'abril de 2015) [ocupa 1700 blocs]
Serveix per corregir diversos errors de programació relacionats amb el lluitador Mewtwo.
Versió 1.0.8 (disponible a tot el món el 14 de juny de 2015) [ocupa 2886 blocs]
Permet fer funcionar els amiibo en totes les consoles de la família Nintendo 3DS mitjançant un accessori.
A més, el mode Tourney va ser llançat a l'agost, permetentals usuaris dels jocs competir en dues maneres diferents de tornejos en línia. A Community Torneys, és necessari aconseguir la major puntuació en un període limitat de temps, mentre que amb els Regular Tourneys, que té lloc en ocasions específiques, les regles seran més complexes.
Nota: Els tornejos de Nintendo van ser desactivats el 30 de setembre de 2016.
Versió 1.1.0 (disponible a tot el món el 31 de juliol de 2015) (ocupa 2096 blocs)
Prepara el llançament de nous DLCs.
Versió 1.1.1 (disponible a tot el món el 30 de setembre de 2015)
Prepara el llançament de nous DLCs i fa algunes millores a l'experiència general. A més inclou els temes "Ground Theme" de Super Mario Bros. i Super Mario World i un remix de Title de Super Mario Maker.
Versió 1.1.2 (disponible a tot el món el 8 d'octubre de 2015) (ocupa 21 MB)
Arregla el glitch d'invencibilitat de Diddy Kong que es va afegir amb la versió 1.1.1.
Versió 1.1.3 (disponible a tot el món el 16 de desembre de 2015)
Prepara el llançament de nous DLCs i alguns canvis al balanceig.
Versió 1.1.4 (disponible a tot el món el 3 de febrer de 2016)
Prepara el llançament de nous DLCs i alguns canvis al balanceig.
Versió 1.1.5 (disponible a tot el món el 16 de març de 2016) (ocupa 3530 blocs/442 MB)
Porta ajustos per al balanceig dels jocs així com millores generals per tornar l'experiència dels jugadors més agradable.
Versió 1.1.6 (disponible a tot el món el 20 de maig de 2016) (ocupa 2600 blocs/325 MB)
Porta ajustos per al balanceig dels jocs així com millores generals per tornar l'experiència dels jugadors més agradable.
Versió 1.1.7 (disponible a tot el món el 18 de juliol de 2017)
Afegeix suport als amiibo de Bayonetta, Cloud i Corrin.

### Per a la versió de Wii U
Versió 1.0.1 (disponible a la data de llançament)
Afavoreix el balanceig dels personatges.
Versió 1.0.2 (disponible des del 29 de gener de 2015)
Ocupa 316 MB, i porta algunes correccions d'estabilitat i quinze nous escenaris per a batalles de vuit jugadors: Wii Fit Studio, Smashville, Town and City (també en versió Ω), Lylat Cruise (també en versió Ω), Norfair, Pyrosphere, Luigi's Mansion, Mario Circuit (Brawl) (també en versió Ω), Pokémon Stadium 2 (també en versió Ω), The Great Cave Offensive (només Ω) i Mario Galaxy (només Ω).
Versió 1.0.6 (disponible a tot el món el 15 d'abril de 2015) [ocupa 551 MB]
Se salta les versions 1.0.3, 1.0.4 i 1.0.5 per coincidir amb la versió de 3DS.
Els usuaris ara poden comprar DLC per la eShop.
S'ha afegit el mode Compartir. Els usuaris ara poden penjar fotos, repeticions, dades dels Mii i escenaris creats al servidor oficial per enviar-los amb altres usuaris arreu del món. Els usuaris també poden cercar i descarregar aquesta informació. El contingut penjat al servidor s'esborra trenta dies després. Els usuaris ara poden penjar fotografies i escenaris creats a Miiverse des del joc. Les fotos es pengen a la comunitat Snapshot Sharing i els nivells a la comunitat Stage Sharing. Els usuaris poden descarregar dades del servidor a Super Smash Bros. for Wii U si hi ha un botó d'activació a les imatges publicades a Miiverse. Poden enviar i intercanviar fotografies, repeticions, dades dels Mii i nivells amb altres usuaris a la seva Llista d'Amics de Nintendo 3DS. El contingut només es rebrà si hi ha connexió a Internet disponible, pot trigar una estona a rebre's i el contingut s'esborra després de 30 dies.
Afegits sis escenaris per ser compatibles amb el mode de 8 jugadors, en la seva versió Omega: Ciudad Delfino, Port Town Aero Dive, Woolly World, Estación espacial, Estudio Wii Fit i Pilotwings. També duu ajustos menors per balancejar el joc i fer una experiència de joc més agradable.
Versió 1.0.7 (disponible a tot el món el 24 d'abril de 2015) [ocupa 21 MB]
Serveix per corregir diversos errors de programació relacionats amb el lluitador Mewtwo.
Versió 1.0.8 (disponible a tot el món el 16 de juny de 2015) [ocupa 1300 MB]
Inclou l'arena de Miiverse.
Versió 1.0.9 (disponible a tot el món el 3 de juliol de 2015)
Ofereix alguns ajustos per millorar l'experiència dels usuaris. Però l'especulació assegura que aquesta actualització serveix per preparar el videojoc per a l'arribada d'interessants recursos com el mode Tourney i la possibilitat de compartir repeticions de partides dels jugadors a YouTube, funcions que van ser anunciades pel director Masahiro Sakurai el passat dia 14 de juny.
Versió 1.1.0 (disponible a tot el món el 31 de juliol de 2015)
Afegeix l'esperat Tournament Mode i la funció de gravar i publicar repeticions de lluites a YouTube, i la preparació de nous DLCs.
El mode Tourney als usuaris dels jocs competir en dues maneres diferents de tornejos en línia. A Community Torneys, és necessari aconseguir la major puntuació en un període limitat de temps, mentre que amb els Regular Tourneys, que té lloc en ocasions específiques, les regles seran més complexes.
Nota: Els tornejos de Nintendo van ser desactivats el 30 de setembre de 2016.
Versió 1.1.1 (disponible a tot el món el 30 de setembre de 2015)
Prepara el llançament de nous DLCs i fa algunes millores a l'experiència general. A més inclou els temes "Ground Theme" de Super Mario Bros. i Super Mario World i un remix de Title de Super Mario Maker.
Versió 1.1.2 (disponible a tot el món el 8 d'octubre de 2015) (ocupa 21 MB)
Arregla el glitch d'invencibilitat de Diddy Kong que es va afegir amb la versió 1.1.1.
Versió 1.1.3 (disponible a tot el món el 16 de desembre de 2015)
Prepara el llançament de nous DLCs i alguns canvis al balanceig.
Versió 1.1.4 (disponible a tot el món el 3 de febrer de 2016)
Prepara el llançament de nous DLCs i alguns canvis al balanceig.
Versió 1.1.5 (disponible a tot el món el 16 de març de 2016) (ocupa 83 MB)
Porta ajustos per al balanceig dels jocs així com millores generals per tornar l'experiència dels jugadors més agradable.
Versió 1.1.6 (disponible a tot el món el 20 de maig de 2016) (ocupa 61 MB)
Porta ajustos per al balanceig dels jocs així com millores generals per tornar l'experiència dels jugadors més agradable.
Versió 1.1.7 (disponible a tot el món el 18 de juliol de 2017)
Afegeix suport als amiibo de Bayonetta, Cloud i Corrin.
Nota: Els concursos de popularitat del mode Conquest van tornar el gener de 2017. En aquest mode, l'objectiu era enfrontar dos o més personatges en una competició de popularitat basada en criteris diversos durant un període específic de temps. Per jugar amb una parella i ajudar-la a guanyar punts, s'ha d'entrar al mode multijugador "With Anyone" i aleshores a Conquest per veure quina és la competició del moment. En cas que l'equip del jugador aconsegueixi el major nombre de punts al final de la disputa, serà recompensat amb or o ítems per utilitzar al joc. Nintendo també ha dit que aquest cop serà més fàcil obtenir Custom Parts com a recompenses, o sigui, equipaments utilitzats per millorar atributs o habilitar nous atacs per als lluitadors o nous vestits per als Mii Fighters.

## Contingut descarregable
Masahiro Sakurai va assegurar que no hi havia plans per a contingut descarregable al joc, encara que va assegurar que la idea no seria decartada del tot. D'altra banda, van sortit diversos afegint lluitadors, nivels i vestits per als Mii, amb la intenció "d'allargar la vida del joc".

### Personatges
Va estar disponible fins al 3 d'octubre de 2015 una enquesta a la pàgina web del joc sobre jugadors per incloure. Finalment es van afegir els següents:
- Mewtwo (Pokémon). El van poder rebre el 15 d'abril de 2015 aquells que van registrar un dels jocs al Club Nintendo europeu com a recompensa als jugadors fidels;[103] no obstant, el DLC es podria adquirir per a la resta de jugadors a partir del 28 d'abril de 2015 (un dia després a Austràlia).[104][84]
- Lucas' (EarthBound'),[84] es va estrenar el 14 de juny de 2015 via un DLC de pagament. És un nouvingut a la sèrie.[105]
- 'Cloud (Final Fantasy VII),[106][107] va sortir el 15 de desembre de 2015 juntament amb l'emissió de la videoconferència especial "Transmissió Final Super Smash Bros." És un nouvingut a la sèrie.[108]
- 'Corrin' (Fire Emblem), en les seves versions masculina i femenina, va sortir el 3 de febrer de 2016 a Amèrica del Nord i el 4 a Europa. És un/a nouvingut/da a la sèrie.[109][108]
- 'Bayonetta' (Bayonetta), va sortir, igual que Corrin, el 4 de febrer de 2016 (3 a Amèrica del Nord). És una nouvinguda a la sèrie.[108]
- 'Roy' (Fire Emblem) va ser llançat juntament amb Lucas i Ryu el 14 de juny de 2015, encara que el dia anterior es va filtrar el seu possible anunci (juntament amb el de Ryu).[110]
- 'Ryu' (Street Fighter) va sortir amb Lucas i Roy el 14 de juny de 2015.

Durant el febrer de 2015 van aparèixer suposades captures de pantalla revelant que el personatge Rayman seria jugable mitjançant DLC, encara que finalment es van considerar falses per l'autor de les imatges.

### Vestits per als lluitadors Mii
| Ítem                                | Saga                                 | Tipus de Mii     | Llançament                                                                                               | Onada |
| ----------------------------------- | ------------------------------------ | ---------------- | --- | ----- |
| Samarreta de Super Smash Bros.      | Super Smash Bros.                    | Qualsevol        | 15 d'abril de 2015                                                                                       | 1a    |
| Disfressa de Dunban                 | Xenoblade                            | Mii Swordfighter | 15 d'abril de 2015                                                                                       | 1a    |
| Disfressa de gat                    | -                                    | Mii Brawler      | 15 d'abril de 2015                                                                                       | 1a    |
| Disfressa de mico                   | -                                    | Mii Swordfighter | 15 d'abril de 2015                                                                                       | 1a    |
| Disfressa de Link                   | The Legend of Zelda                  | Mii Swordfighter | 15 d'abril de 2015                                                                                       | 1a    |
| Disfressa de Mega Man X             | Mega Man                             | Mii Gunner       | 15 d'abril de 2015                                                                                       | 1a    |
| Disfressa de Proto Man              | Mega Man                             | Mii Gunner       | 15 d'abril de 2015                                                                                       | 1a    |
| Màscara de Majora                   | The Legend of Zelda                  | Qualsevol        | 15 d'abril de 2015                                                                                       | 1a    |
| Peluca i vestit d'Inkling           | Splatoon                             | Mii Gunner       | NA 8 de maig-13 de juny de 2015 per al comprador del joc a GameStop (versió Wii U) WW 14 de juny de 2015 | 2a    |
| Barret d'Squid                      | Splatoon                             | Qualsevol        | 14 de juny de 2015                                                                                       | 2a    |
| Barret i vestit d'Isabelle          | Animal Crossing                      | Mii Gunner       | 14 de juny de 2015                                                                                       | 2a    |
| Barret i vestit de Heihachi         | Tekken                               | Mii Brawler      | 14 de juny de 2015                                                                                       | 2a    |
| Barret i vestit d'Akira             | Virtua Fighter                       | Mii Brawler      | 14 de juny de 2015                                                                                       | 2a    |
| Barret i vestit de Jacky            | Virtua Fighter                       | Mii Brawler      | 14 de juny de 2015                                                                                       | 2a    |
| Casc i armadura de Zero             | Mega Man X                           | Mii Swordfighter | 14 de juny de 2015                                                                                       | 2a    |
| Casc i armadura de MegaMan.EXE      | Mega Man Battle Network              | Mii Gunner       | 14 de juny de 2015                                                                                       | 2a    |
| Barret i vestit de Totakeke         | Animal Crossing                      | Mii Gunner       | JP 19 de juny-11 de juliol a les botigues 7-Eleven WW 31 de juliol de 2015                               | 3a    |
| Casc i armadura de Samus            | Metroid                              | Mii Gunner       | 31 de juliol de 2015                                                                                     | 3a    |
| Perruca i vestit de Lloyd Irving    | Tales of Symphonia                   | Mii Swordfighter | 31 de juliol de 2015                                                                                     | 3a    |
| Yelmo i armadura del Cavaller Negre | Fire Emblem                          | Mii Swordfighter | 31 de juliol de 2015                                                                                     | 3a    |
| Peluca i vestit de Chrom            | Fire Emblem                          | Mii Swordfighter | 31 de juliol de 2015                                                                                     | 3a    |
| Barret i vestit de Flying Man       | Earthbound                           | Mii Brawler      | 31 de juliol de 2015                                                                                     | 3a    |
| Barret i vestit de King K. Rool     | Donkey Kong                          | Mii Brawler      | 31 de juliol de 2015                                                                                     | 3a    |
| Barret i vestit d'os                | -                                    | Mii Gunner       | 31 de juliol de 2015                                                                                     | 3a    |
| Dessuadora                          | -                                    | Qualsevol        | 31 de juliol de 2015                                                                                     | 3a    |
| Vestit de negocis                   | -                                    | Qualsevol        | 30 de setembre de 2015                                                                                   | 4a    |
| Barret i vestit de Toad             | Super Mario                          | Mii Brawler      | 30 de setembre de 2015                                                                                   | 4a    |
| Perruca i vestit de Viridi          | Kid Icarus                           | Mii Swordfighter | 30 de setembre de 2015                                                                                   | 4a    |
| Casc i cuirassa de caçador          | Monster Hunter                       | Mii Swordfighter | 30 de setembre de 2015                                                                                   | 4a    |
| Casc i cuirassa de Rathalos         | Monster Hunter                       | Mii Swordfighter | 30 de setembre de 2015                                                                                   | 4a    |
| Barret i vestit de Fox              | Star Fox                             | Mii Gunner       | 30 de setembre de 2015                                                                                   | 4a    |
| Casc i vestit de C. Falcon          | Star Fox                             | Mii Gunner       | 30 de setembre de 2015                                                                                   | 4a    |
| Barret de Chocobo                   | Final Fantasy                        | Qualsevol        | 15 de desembre de 2015                                                                                   | 5a    |
| Barret i vestit de Geno             | Super Mario                          | Mii Gunner       | 15 de desembre de 2015                                                                                   | 5a    |
| Vestit d'Ashley                     | WarioWare                            | Mii Swordfighter | NA 3 de febrer de 2016 EU 4 de febrer de 2016                                                            | 6a    |
| Vestit de Takamaru                  | The Mysterious Murasame Castle (FDS) | Mii Swordfighter | NA 3 de febrer de 2016 EU 4 de febrer de 2016                                                            | 6a    |
| Vestit de Gil                       | Tower of Druaga (NES)                | Mii Swordfighter | NA 3 de febrer de 2016 EU 4 de febrer de 2016                                                            | 6a    |
| Vestit de Bionic Armor              | -                                    | Mii Brawler      | NA 3 de febrer de 2016 EU 4 de febrer de 2016                                                            | 6a    |
| Vestit de Tails                     | Sonic the Hedgehog                   | Mii Gunner       | NA 3 de febrer de 2016 EU 4 de febrer de 2016                                                            | 6a    |
| Vestit de Knuckles                  | Sonic the Hedgehog                   | Mii Brawler      | NA 3 de febrer de 2016 EU 4 de febrer de 2016                                                            | 6a    |

### Escenaris
Nintendo va afegir tres escenaris el 14 de juny de 2015: l'escenari Miiverse (disponible de franc i exclusiu per a Wii U), Dreamland 64 (Kirby) i el Castell de Suzaku (Street Fighter; aquest últim ve amb el paquet de Ryu). El 31 de juliol van sortir Castell de Peach 64 (Mario) i Castell de Hyrule (The Legend of Zelda). Els escenaris Super Mario Maker (Mario), Pirate Ship (Zelda, exclusiu de Wii U) i Duck Hunt (de franc exclusiu de 3DS, ja que la Wii U el té per defecte). El 15 de desembre va sortir l'escenari de Midgar amb el DLC de Cloud (Final Fantasy) i el 3 de febrer de 2016 va sortir Umbra Clock Tower que ve amb Bayonetta.

### Smash Controller
Nintendo va estrenar el 14 de juny a la eShop de la 3DS l'"Smash Controller", una aplicació de pagament que permet als usuaris de la 3DS utilitzar la seva consola com a comandament de Super Smash Bros. for Wii U sense tenir una còpia del mateix per a 3DS.

## Banda sonora
Com en jocs anteriors de la sèrie, Super Smash Bros. for Nintendo 3DS i Wii U compta amb moltes pistes originals i rearreglades de diverses diferents franquícies de jocs. Les dues versions tenen diverses pistes musicals que poden seleccionar i escoltar-se a través de la funció "My Music", incloent algunes peces preses directament d'anteriors entregues Super Smash Bros. La versió de 3DS però, compta amb menys música per complet que la versió de Wii U, i només permet dues opcions de la cançó per etapa, a causa de les limitacions de grandària. La versió 3DS també té una opció de "Reproduir en mode d'espera", permetent als jugadors per escoltar l'àudio del joc de la prova de so, mentre que el sistema està en mode de suspensió.
El 22 d'agost de 2014, el lloc web de Super Smash Bros. va revelar la llista dels compositors i arranjadors per a la versió 3DS del joc. Diversos compositors ben coneguts com ara Masashi Hamauzu, Yuzo Koshiro, Yasunori Mitsuda, Motoi Sakuraba, Yoko Shimomura, Mahito Yokota, juntament amb molts altres, sempre i nous arranjaments per al joc. La música original d'ambdues versions va ser creat per l'equip de so a la casa de Bandai Namco.
Els usuaris que van registrar ambdues versions del joc al Club Nintendo abans del 13 de gener de 2015 tindrien la possibilitat de rebre el "Super Smash Bros. for Nintendo 3DS & Wii U: Premium Sound Selection" (a Amèrica "Super Smash Bros. for Nintendo 3DS / Wii U: A Smashing Soundtrack" i al Japó Gran Lluita del Germans Smash per a Nintendo 3DS / for Wii U Prova de So Especial (大乱闘スマッシュブラザーズ for Nintendo 3DS / for Wii U 特選サウンドテスト, Dairantō Sumasshu Burazāzu fō Nintendō Surī Dī Esu / fō Wī Yū Tokusen Sound Test)), amb temes del joc.
Sakurai va explicar el febrer de 2015 que la banda sonora no es podia vendre per problemes de llicència. Va sortir finalment al Japó al febrer de 2015, a Europa i Amèrica al març i a Australàsia a l'abril per endarerriment de la producció. A Taiwan i Hong Kong els CDs hi són també.

### Llista de pistes
| \| # \| Títol anglès \| Videojoc d'on prové \| Durada \| \| --- \| --------------------------------------- \| ------------------------------------ \| ------ \| \| 01. \| Menu \| Super Smash Bros. for Nintendo 3DS \| 2:12 \| \| 02. \| How To Play \| Super Smash Bros. Melee \| 1:41 \| \| 03. \| Ground Theme / Underground Theme \| Super Mario Bros. \| 2:15 \| \| 04. \| Super Mario 3D Land Theme / Beach Theme \| Super Mario \| 1:59 \| \| 05. \| Try, Try Again \| Mario & Luigi: Dream Team Bros. \| 2:03 \| \| 06. \| Kongo Jungle \| Donkey Kong Country \| 2:34 \| \| 07. \| Donkey Kong Country 2 \| 2:13 \| \| \| 08. \| Gerudo Valley \| The Legend of Zelda: Ocarina of Time \| 2:17 \| \| 09. \| Full Steam Ahead \| The Legend of Zelda: Spirit Tracks \| 2:26 \| \| 10. \| Brinstar \| Metroid \| 1:43 \| \| 11. \| Obstacle Course (Spring/Summer) \| Yoshi's Island \| 1:29 \| \| 12. \| Green Greens V2 \| Kirby's Dream Land \| 2:03 \| \| 13. \| Corneria \| Starwing \| 1:17 \| \| 14. \| Star Wolf's Theme/Sector Z \| Lylat Wars \| 2:11 \| \| 15. \| Battle! (Trainer Battle) \| Pokémon X i Y \| 2:11 \| \| 16. \| N's Castle Medley \| Pokémon Diamond i Pearl \| 2:16 \| \| 17. \| Mute City Ver .3 \| F-Zero \| 2:06 \| \| 18. \| Id (Purpose) \| Fire Emblem: Awakening \| 2:17 \| \| 19. \| Wrath of the Reset Bomb \| Kid Icarus: Uprising \| 2:25 \| \| 20. \| Dark Pit’s Theme \| Kid Icarus: Uprising \| 2:08 \| \| 21. \| Ashley's Song \| WarioWare \| 2:33 \| \| 22. \| Tortimer Island Medley \| Animal Crossing: New Leaf \| 2:14 \| \| 23. \| Kapp’n's Song \| Animal Crossing: New Leaf \| 2:11 \| \| 24. \| Jogging / Countdown \| Punch-Out!! (NES) \| 2:29 \| \| 25. \| Gaur Plain \| Xenoblade Chronicles \| 2:32 \| \| 26. \| You Will Know Our Names \| Xenoblade Chronicles \| 2:17 \| \| 27. \| Balloon Fight Medley \| Balloon Fight \| 2:23 \| \| 28. \| Bath Time Theme (Vocal Mix) \| Nintendogs \| 2:08 \| \| 29. \| Save the World, Heroes! \| Find Mii II \| 2:12 \| \| 30. \| Tomodachi Life \| Tomodachi Life \| 2:04 \| \| 31. \| Pac-Man (Club Mix) \| Pac-Man \| 2:09 \| \| 32. \| Tetris: Type A \| Tetris \| 2:09 \| \| 33. \| Trophy Rush \| Super Smash Bros. for Nintendo 3DS \| 2:35 \| \| 34. \| Multi-Man Smash \| Super Smash Bros. for Nintendo 3DS \| 2:34 \| \| 35. \| Credits \| Super Smash Bros. for Nintendo 3DS \| 2:14 \| \| 36. \| Online Practice Stage \| Super Smash Bros. for Nintendo 3DS \| 1:18 \| |                                         |                                      |        |
| # | Títol anglès                            | Videojoc d'on prové                  | Durada |
| 01. | Menu                                    | Super Smash Bros. for Nintendo 3DS   | 2:12   |
| 02. | How To Play                             | Super Smash Bros. Melee              | 1:41   |
| 03. | Ground Theme / Underground Theme        | Super Mario Bros.                    | 2:15   |
| 04. | Super Mario 3D Land Theme / Beach Theme | Super Mario                          | 1:59   |
| 05. | Try, Try Again                          | Mario & Luigi: Dream Team Bros.      | 2:03   |
| 06. | Kongo Jungle                            | Donkey Kong Country                  | 2:34   |
| 07. | Donkey Kong Country 2                   | 2:13                                 |        |
| 08. | Gerudo Valley                           | The Legend of Zelda: Ocarina of Time | 2:17   |
| 09. | Full Steam Ahead                        | The Legend of Zelda: Spirit Tracks   | 2:26   |
| 10. | Brinstar                                | Metroid                              | 1:43   |
| 11. | Obstacle Course (Spring/Summer)         | Yoshi's Island                       | 1:29   |
| 12. | Green Greens V2                         | Kirby's Dream Land                   | 2:03   |
| 13. | Corneria                                | Starwing                             | 1:17   |
| 14. | Star Wolf's Theme/Sector Z              | Lylat Wars                           | 2:11   |
| 15. | Battle! (Trainer Battle)                | Pokémon X i Y                        | 2:11   |
| 16. | N's Castle Medley                       | Pokémon Diamond i Pearl              | 2:16   |
| 17. | Mute City Ver .3                        | F-Zero                               | 2:06   |
| 18. | Id (Purpose)                            | Fire Emblem: Awakening               | 2:17   |
| 19. | Wrath of the Reset Bomb                 | Kid Icarus: Uprising                 | 2:25   |
| 20. | Dark Pit’s Theme                        | Kid Icarus: Uprising                 | 2:08   |
| 21. | Ashley's Song                           | WarioWare                            | 2:33   |
| 22. | Tortimer Island Medley                  | Animal Crossing: New Leaf            | 2:14   |
| 23. | Kapp’n's Song                           | Animal Crossing: New Leaf            | 2:11   |
| 24. | Jogging / Countdown                     | Punch-Out!! (NES)                    | 2:29   |
| 25. | Gaur Plain                              | Xenoblade Chronicles                 | 2:32   |
| 26. | You Will Know Our Names                 | Xenoblade Chronicles                 | 2:17   |
| 27. | Balloon Fight Medley                    | Balloon Fight                        | 2:23   |
| 28. | Bath Time Theme (Vocal Mix)             | Nintendogs                           | 2:08   |
| 29. | Save the World, Heroes!                 | Find Mii II                          | 2:12   |
| 30. | Tomodachi Life                          | Tomodachi Life                       | 2:04   |
| 31. | Pac-Man (Club Mix)                      | Pac-Man                              | 2:09   |
| 32. | Tetris: Type A                          | Tetris                               | 2:09   |
| 33. | Trophy Rush                             | Super Smash Bros. for Nintendo 3DS   | 2:35   |
| 34. | Multi-Man Smash                         | Super Smash Bros. for Nintendo 3DS   | 2:34   |
| 35. | Credits                                 | Super Smash Bros. for Nintendo 3DS   | 2:14   |
| 36. | Online Practice Stage                   | Super Smash Bros. for Nintendo 3DS   | 1:18   |

| \| # \| Títol anglès \| Videojoc d'on prové \| Durada \| \| --- \| -------------------------------------- \| ------------------------------------- \| ------ \| \| 01. \| Battefield \| Super Smash Bros. for Wii U \| 2:02 \| \| 02. \| Super Mario Bros. Medley \| Super Mario Bros. \| 2:19 \| \| 03. \| Athletic Theme / Ground Theme \| New Super Mario Bros. 2 \| 2:02 \| \| 04. \| Egg Planet \| Super Mario Galaxy \| 2:08 \| \| 05. \| Circuit \| Mario Kart 7 \| 2:06 \| \| 06. \| Gear Getaway \| Donkey Kong Country Returns \| 2:29 \| \| 07. \| Donkey Kong Country Returns (Vocals) \| Donkey kong Country Returns \| 2:12 \| \| 08. \| Ballad of the Goddess/Ghirahim's Theme \| The Legend of Zelda: Skyward Sword \| 2:09 \| \| 09. \| Main Theme / Underworld Theme \| The Legend of Zelda \| 2:26 \| \| 10. \| Ocarina of Time Medley \| The Legend of Zelda: Ocarina of Time \| 2:03 \| \| 11. \| Temple Theme \| Zelda II: The Adventure of Link \| 1:53 \| \| 12. \| Title \| Metroid \| 2:10 \| \| 13. \| Ending \| Yoshi's Story \| 2:55 \| \| 14. \| The Great Cave Offensive \| Kirby's Fun Pak \| 2:20 \| \| 15. \| The Legendary Air Ride Machine \| Kirby Air Ride \| 1:47 \| \| 16. \| Theme from Area 6 / Missile Slipstream \| Lylat Wars / Star Fox Command \| 2:02 \| \| 17. \| Battle! (Team Flare) \| Pokémon X i Y \| 2:12 \| \| 18. \| Battle! (Champion) / Champion Cynthia \| Pokémon Diamond i Pearl \| 2:12 \| \| 19. \| Route 10 \| Pokémon Black i Pokémon White \| 2:02 \| \| 20. \| Fight 1 \| Fire Emblem Gaiden \| 2:08 \| \| 21. \| Destroyed Skyworld \| Kid Icarus: Uprising \| 2:15 \| \| 22. \| Stage Select 2 \| Pikmin 2 \| 2:14 \| \| 23. \| Xenoblade Chronicles Medley \| Xenoblade Chronicles \| 2:17 \| \| 24. \| Plaza / Title \| Animal Crossing: Let's Go to the City \| 2:20 \| \| 25. \| Tour \| Animal Crossing: New Leaf \| 2:17 \| \| 26. \| Duck Hunt Medley \| Duck Hunt \| 2:18 \| \| 27. \| Light Plane (Vocal Mix) \| Pilotwings \| 2:21 \| \| 28. \| The Mysterious Murasame Castle Medley \| The Mysterious Murasame Castle \| 2:09 \| \| 29. \| Mii Plaza \| Mii Channel \| 2:03 \| \| 30. \| Mario Paint Medley \| Mario Paint \| 2:02 \| \| 31. \| Pac-Man's Park / Block Town \| Pac-Mania \| 2:07 \| \| 32. \| Pac-Man \| Pac-Man \| 2:03 \| \| 33. \| Master Hand \| Super Smash Bros. for Wii U \| 2:19 \| \| 34. \| Credits (Smash Bros.): Ver. 2 \| Super Smash Bros. \| 2:22 \| \| 35. \| Menu 2 (Melee) \| Super Smash Bros. Melee \| 1:10 \| \| 36. \| Results Display Screen \| Super Smash Bros. \| 0:49 \| |                                        |                                       |        |
| # | Títol anglès                           | Videojoc d'on prové                   | Durada |
| 01. | Battefield                             | Super Smash Bros. for Wii U           | 2:02   |
| 02. | Super Mario Bros. Medley               | Super Mario Bros.                     | 2:19   |
| 03. | Athletic Theme / Ground Theme          | New Super Mario Bros. 2               | 2:02   |
| 04. | Egg Planet                             | Super Mario Galaxy                    | 2:08   |
| 05. | Circuit                                | Mario Kart 7                          | 2:06   |
| 06. | Gear Getaway                           | Donkey Kong Country Returns           | 2:29   |
| 07. | Donkey Kong Country Returns (Vocals)   | Donkey kong Country Returns           | 2:12   |
| 08. | Ballad of the Goddess/Ghirahim's Theme | The Legend of Zelda: Skyward Sword    | 2:09   |
| 09. | Main Theme / Underworld Theme          | The Legend of Zelda                   | 2:26   |
| 10. | Ocarina of Time Medley                 | The Legend of Zelda: Ocarina of Time  | 2:03   |
| 11. | Temple Theme                           | Zelda II: The Adventure of Link       | 1:53   |
| 12. | Title                                  | Metroid                               | 2:10   |
| 13. | Ending                                 | Yoshi's Story                         | 2:55   |
| 14. | The Great Cave Offensive               | Kirby's Fun Pak                       | 2:20   |
| 15. | The Legendary Air Ride Machine         | Kirby Air Ride                        | 1:47   |
| 16. | Theme from Area 6 / Missile Slipstream | Lylat Wars / Star Fox Command         | 2:02   |
| 17. | Battle! (Team Flare)                   | Pokémon X i Y                         | 2:12   |
| 18. | Battle! (Champion) / Champion Cynthia  | Pokémon Diamond i Pearl               | 2:12   |
| 19. | Route 10                               | Pokémon Black i Pokémon White         | 2:02   |
| 20. | Fight 1                                | Fire Emblem Gaiden                    | 2:08   |
| 21. | Destroyed Skyworld                     | Kid Icarus: Uprising                  | 2:15   |
| 22. | Stage Select 2                         | Pikmin 2                              | 2:14   |
| 23. | Xenoblade Chronicles Medley            | Xenoblade Chronicles                  | 2:17   |
| 24. | Plaza / Title                          | Animal Crossing: Let's Go to the City | 2:20   |
| 25. | Tour                                   | Animal Crossing: New Leaf             | 2:17   |
| 26. | Duck Hunt Medley                       | Duck Hunt                             | 2:18   |
| 27. | Light Plane (Vocal Mix)                | Pilotwings                            | 2:21   |
| 28. | The Mysterious Murasame Castle Medley  | The Mysterious Murasame Castle        | 2:09   |
| 29. | Mii Plaza                              | Mii Channel                           | 2:03   |
| 30. | Mario Paint Medley                     | Mario Paint                           | 2:02   |
| 31. | Pac-Man's Park / Block Town            | Pac-Mania                             | 2:07   |
| 32. | Pac-Man                                | Pac-Man                               | 2:03   |
| 33. | Master Hand                            | Super Smash Bros. for Wii U           | 2:19   |
| 34. | Credits (Smash Bros.): Ver. 2          | Super Smash Bros.                     | 2:22   |
| 35. | Menu 2 (Melee)                         | Super Smash Bros. Melee               | 1:10   |
| 36. | Results Display Screen                 | Super Smash Bros.                     | 0:49   |

## Desenvolupament
D'acord amb el desenvolupador principal del joc i director del joc, Masahiro Sakurai, el desenvolupament del joc no va començar quan es va anunciar a l'E3 del 2011, sinó el març de 2012, quan es va acabar Kid Icarus: Uprising. El joc és un projecte conjunt entre Sora Limited i Namco Bandai amb el productor de Tales of Vesperia, Yoshito Higuchi, com a director. Per a la versió de 3DS, Sakurai volia una experiència més "personal" i "personalitzable", on el jugador pugui crear el personatge i pujar-lo a la versió de sobretaula.
El 25 d'abril de 2012, Sakurai va comentar que el joc "canviaria de direcció", ponant èmfasi en la connectivitat entre els sistemes de nou. El juny de 2012, Sakurai va informar que el desenvolupament del joc era en els seus primers passos, i que té la intenció de tornar a vells personatges de Nintendo. Així, el 2 de juliol de 2012, Sakurai va publicar un dibuix a Twitter que va ser elaborat pel personal del joc.
El gener de 2013 Nintendo va anunciar que els primers detalls del joc s'anunciarien a l'E3 del 2013, però després es va dir que es revelarien en el Nintendo Direct Pre E3 2013 de l'11 de juny de 2013, on es revelà un tràiler. En aquesta mateixa conferència també es van revelar els logotips provisionals i la data de 2014 per ambdues versions. En el mateix moment també es va estrenar la pàgina web oficial on apareixa la informació de cada personatge jugable.
Quan Joystiq va preguntar quin nivell d'interacció de les dues versions del joc s'oferirà, Sakurai va dir que no hi hauria joc multiplataforma entre la Wii U i 3DS. La raó de la manca de joc multiplataforma és que cada versió té diferents escenaris. Malgrat això, Sakurai va dir que les personalitzacions de personatges poden ser transferits d'una versió a una altra. Sakurai també va declarar que el mode d'un jugador no comptarà amb escenes semblants al mode Subspace Emmisary a Brawl, perquè es van veure arruïnades amb gent penjant-les per internet. Ell en canvi, ha optat per centrar-se en els vídeos promocionals d'introducció de personatges beneficiant-se de compartir-se.
El 8 d'abril de 2014 va tenir lloc un Super Smash Bros. Direct totalment dedicat al joc, on s'anunciaria que la versió de 3DS sortiria l'estiu de 2014 i la versió de Wii U a l'hivern. Masahiro Sakurai va dir que entenia l'ansietat dels aficionats en relació amb el llançament, però demana que la seva potència sigui una mica més de paciència, ja que diu que l'espera valdrà la pena.
Super Smash Bros. for Wii U podria ser el primer joc de la sèrie Mario a utilitzar la funció NFC de la Wii U GamePad. Nintendo va anunciar a principis de maig que llançarà una línia de figures dels seus personatges, anomenada Nintendo Feature Platform, que pot interactuar amb els futurs jocs per Wii U i 3DS, i ha assenyalat que les primeres es donaran a conèixer a finals de 2014. Ara el director general francès de Nintendo, Stephen Bole, va dir en una entrevista al diari Le Figaro que "l'NFC s'utilitzarà en la versió per Wii U de Super Smash Bros.".
A dues setmanes de l'E³ 2014, quatre imatges del que sembla la pantalla de selecció de personatges de Super Smash Bros. for Wii U han aparegut a Internet. Procedents d'un tema ara esborrat en 4chan, les imatges mostren una llista de 50 personatges diferents, la majoria dels quals estan bloquejats i ocults. Les imatges estan fora de la pantalla i es prenen en un angle. En menys de 24 hores després que les imatges apareguessin en línia, la revelació ha estat desacreditada, confirmada, altre cop desacreditada, i redesacreditada, i segurament reconfirmada.
AL nintendo Digital Event @ E3 2014, es va anunciar la caràtula de la versió per a 3DS que sortirà el 3 d'octubre de 2014 (excepte al Japó i a Australàsia, a on sortiria el 13 de setembre de 2014 i el 4 d'octubre respectivament) i la de Wii U, així com la compatibilitat amb amiibo.
Triar el Mii del jugador en les arenes d'un joc de Super Smash Bros. serà possible en les noves versions. No obstant això, en la seva columna setmanal a la revista Famitsu, el director Masahiro Sakurai va revelar que es tractava d'una idea que ja hauria d'haver aparegut a Super Smash Bros. Brawl (Wii, 2007). El temor que els jugadors puguin patir assetjament, el fet que Miis es veiessin generalment com caricatures massa senzilles i boniques per assumir el paper de combatents, va obligar al desenvolupador va abandonar la idea. Passat el temps, i els Miis van anar guanyant cada vegada més expressivitat, especialment després del llançament de Miiverse que està orientat especialment a l'amistat d'aquests, alguna cosa pel que alguns dels més famosos personatges de Nintendo Sakurai com va assenyalar en el seu camp. Segons el desenvolupador, la inclusió de Mii Fighters a Super Smash Bros. for 3DS and Wii U és definitivament una cosa revolucionària, ja que dona als jugadors l'oportunitat de lluitar contra les figures icòniques del món dels jocs, com Mario, Kirby i Link, i que les lluites guanyin un nou significat depenent de qui està jugant. Ja que els jugadors poden crear els seus propis Miis, Sakurai també acaba la solució del problema del gran nombre d'aficionats demanant-li que posi un o altre personatge en l'elenc de lluitadors del nou Super Smash Bros.. Cal destacar que, per evitar qualsevol tipus d'assetjament, els Mii Fighters poden no ser usats en batalles en línia, però només en les batalles en línia contra amics. "No volem que el mode en línia es converteix en una violació de la llibertat per a tots els drets d'autor, i probablement no és divertit a la batalla en contra d'algú utilitzant un personatge basat en algú que no coneixes."

Captura de pantalla de Super Smash Bros. for Nintendo 3DS en el mode La senda del guerrero, mostrant algunes de les recompenses que es poden guanyar (en anglès).

A la seva columna setmanal a la revista Famitsu el 3 de juliol, Masahiro Sakurai va dir que la inclusió de Pac-Man com un lluitador convidat va ser suggerida per Shigeru Miyamoto per a Super Smash Bros. Brawl (Wii, 2007), però Sakurai es va negar perquè creia en aquell moment l'addició sonaria "forçada".
El 14 de juliol del 2014 es va organitzar una emissió en directe per anunciar els personatges Lucena i Robin, de Fire Emblem: Awakening, i Captain Falcon de F-Zero.
Masahiro Sakurai va dir que la intenció d'afegir tants personatges de diferents sèries de Nintendo i de no-Nintendo li ha semblat una cosa inimaginable en el principi (especialment de part de Capcom), però també pot semblar massa pretensiós per als que no siguin fans dels videojocs. Va dir que voldria fer del joc el número 1 en personatges. Sakurai es va referir a la dificultat de trobar un equilibri en el joc del nou Super Smash Bros. de manera que pugui acomodar tant per a principiants com veterans, i reconeix que això no va succeir en Super Smash Bros. Brawl. Sakurai va assenyalar que, encara que sembli senzill afegir nous personatges jugables en un joc Super Smash Bros., hi ha moltes dificultats en l'aplicació de les característiques específiques de cada un.
Masahiro Sakurai va explicar a la seva columna setmanal a la revista Famitsu el 21 d'agost la raó que comporta que la versió de Wii U de Super Smash Bros. surti després que la de 3DS, que es basa en el fet que se'ls ha de fer una bona depuració individualitzada i no barrejar-la.
Uns vídeos en baixa resolució publicats per un canal misteriós de YouTube revelarien un etapa nova per a Super Smash Bros. for Nintendo 3DS i Wii U i tres personatges nous. Aparentment gravats durant partides de la versió de 3DS, i ja censurats per Nintendo of America, Inc. (encara que l'usuari anomenat SonicBoom theblueblur n'ha publicat una compilació) en la pantalla inferior de la consola el nom d'usuari és "ESRB0083"; ESRB són les inicials de la Entertainment Software Rating Board. Els personatges són: Bowser Jr. (amb el seu Koopa Clown Car), Ganondorf (de The Legend of Zelda) i Shulk (de Xenoblade Chronicles (Wii, 2011), i l'escenari en qüestió està basat en Yoshi's Island. Posteriorment se n'han llançat més imatges del mateix usuari, que revelarien nous trofeus i els personatges Dark Pit, la versió maligna del protagonista de la sèrie Kid Icarus que ja es va mencionar en el tràiler d'anunci de Palutena pel joc, Dr. Mario, "Duck Hunt Dog" de Duck Hunt, Ness d'EarthBound, R.O.B, Jigglypuff, Mr. Game & Watch i Wario. Una tercera imatge mostra també una peça del Mushroomy Kingdom, escenari de Super Smash Bros. Brawl que ocórre a les ruïnes de World 1-1 i World 1-2 de Super Mario Bros.. El 29 d'agost de 2014 es va confirmar que Shulk, de Xenoblade Chronicles, serà jugable en el joc (tal com van confirmar els vídeos de Izat True ara clausurats).
En una entrevista a Edge Magazine, Masahiro Sakurai diu que vol fer de Super Smash Bros. for Nintendo 3DS i Wii U el joc més equilibrat quant a experiència de l'usuari (tant per a hardcore com per a jugadors casuals). A la seva columna setmanal a Famitsu, Masahiro Sakurai va culpar a les limitacions tècniques de la 3DS que Super Smash Bros. for Nintendo 3DS tingui personatges separats, és a dir, com Sheik de Zelda o Zero Suit Samus de Samus Aran, però també ha dit que això ha anat bé i és un exemple per a tota la sèrie.
Segons informació del lloc web oficial japonès de Nintendo, Super Smash Bros. for Nintendo 3DS seria compatible amb el C-Stick de la New Nintendo 3DS. Tot i això, no seriaà compatible amb el Circle Pad Pro, que afegeix un altre stick a la 3DS i a la 3DS XL convencional. Nintendo va dir que el joc té interacció directa amb Miiverse amb la New Nintendo 3DS (LL), ja que amb la 3DS, 3DS XL i 2DS no era possible degut a la poca potència de la CPU i RAM, al·lega Nintendo. Masahiro Sakurai va explicar en la seva columna setmanal que el joc no és compatible amb el Circle Pad Pro perquè requereix un consum de CPU bastant elevat, d'un 5%, cosa que va aprendre durant el desenvolupament de Kid Icarus: Uprising, ja que ambdós jocs necessiten tota la capacitat i que és millor que sigui compatible amb l'estic C implementat en la New Nintendo 3DS.
Nana i Popo, més conegut com els Ice Climbers, del joc del mateix nom, no han aparegut en Super Smash Bros. for Nintendo 3DS degut a les limitacions de maquinari, i segurament tampoc en la versió de Wii U perquè aquesta no va ser una prioritat durant el seu desenvolupament, perquè és pràcticament impossible que una versió d'aquest famós joc de NES surti. Això ha dit Masahiro Sakurai durant la seva columna setmanal a la revista Famitsu, on també ha recordat que ambdues versions surtin tard; diu que haguessin de sortir alhora haurien d'haver sortit el 2015. Ha dit també que el text dels trofeus els ha escrit Akihiro Toda, conegut per treballar en textos de la sèrie Mother.
A Famitsu, Masahiro Sakurai va comentar que els personatges tinguin veus de dibuixos animats, o d'"animals", com diu ell; diu que si els personatges en 2D tinguessin frases més llargues, confondria al jugador mentre està combatent. Finalment, s'ha excusat que ha pogut importar l'elenc de jugadors de Super Smash Bros. Melee (2002) perquè és un joc massa antic.
Sakurai va dir a una entrevista a Nintendo Life que els personatges ja els va pensar des de l'inici del desenvolupament, però tot i així podria haver-ne tret per facilitar-li la feina. També ha dit que no té cap personatge preferit; és més, juga amb tots ells. Ha assenyalat el disseny de les característiques i cops de certs personatges va ser relativament fàcil, però el seu procés d'equilibri va dur més hores de dedicació. Va explicar que el fet que un joc Super Smash Bros. fos per a una videoconsola portàtil és simplement per canviar de cicle, on tenia la intenció d'afegir nou contingut, noves formes de joc, així com treballar en dues versions alhora. També va dir que si hagués de sortir el joc més d'hora, no tindria tants personatges com té ara, i els jocs serien iguals respecte anteriors versions. Tot i així, ha dit que s'ha basat en la jugabilitat de Super Smash Bros. Brawl per fer els jocs, permetent a qualsevol públic jugar a aquest joc de lluita.
La setmana del 5 d'octubre es va anunciar que el joc de Wii U sortiria el 21 de novembre de 2014 a Amèrica del Nord, el 5 de desembre a Europa i un dia després a Australàsia i al Japó
Es van fer públiques unes imatges sobre la versió de prellançament de Super Smash Bros. for Nintendo 3DS mostrant imatges de la bruixa Tharja de Fire Emblem: Awakening (3DS, 2012), en un vestit provocatiu; les imatges, suposadament capturades per l'òrgan qualificador dels videojocs a Amèrica del Nord ESRB, diuen que es va eliminar perquè sinó el joc tindria una qualificació superior a l'E+10 actual i el T de Teen (Adolescent).
Masahiro Sakurai va dir en la seva columna setmanal de Famitsu que per triar els personatges jugables es van basar en cinc pilars: tenen una característica singular, poden fer Super Smash Bros. interessant, és representatiu, és conflictiu si es troba amb altres personatges i si tenen quelcom que cridi l'atenció. També va explicar que hi ha tres personatges (Lucina de Robin, Dr. Mario d'en Mario i Dark Pit de Pit) que han estat separats perquè tenien uns atacs diferents respecte als seus personatges origen. També va dir que els jocs tenen aquests títols per no confondre amb els desenvolupadors, en comptes de dir "Super Smash Bros. 4" com es coneixien abans de l'E3 2013. També ha dit que l'addició de la preposició for ("per a") ha estat intencionada, perquè for sona com four ("quatre").
En la seva columna setmanal a la revista japonesa Famitsu, el director Masahiro Sakurai va anunciar el 16 d'octubre que el projecte, ple de desafiaments, intervé directament en la seva vida social i que exigeix sacrificis, però que s'acaba compensant amb la recepció del joc.
Nintendo revelà 50 nous elements de jugabilitat per a Super Smash Bros. for Wii U en un Nintendo Direct anomenat "Super Smash Bros. for Wii U: 50 Auténticas Pasadas" (al Regne Unit "50 Must-See Things" i a Amèrica "50-Fact Extravaganza"), el 24 d'octubre. Amb la veu del presentador Xander Mobus, s'hi van tractar:
1. Elent inicial de jugadors
2. Resolució
3. Smash para 8
4. Escenaris més grans
5. Zones perilloses
6. Combat en dos plans
7. Nombre d'escenaris
8. Escenari Miiverse
9. Comentaris de Palutena
10. Cara Metálica
11. Ridley
12. Combats per monedes
13. Combats per energia
14. Smash Especial
15. Freqüència dels objectes
16. Mi Música
17. Música del menú
18. Un munt de música
19. Compositors
20. CDs
21. Desafiaments
22. La senda del guerrero
23. Vídeo rere la victòria
24. Leyendas de la lucha
25. Mode Esdeveniments
26. Mundo Smash
27. Bomba Smash
28. Estadi en grup
29. Retos a la carta
30. Fortaleza Suprema
31. Comandaments
32. Adaptador dels comandaments de GameCube per a Wii U
33. Utilitza Nintendo 3DS com a comandament
34. Connexió amb Nintendo 3DS
35. Un munt de trofeus
36. Trofeus de Smash Final
37. Vitrines
38. Editor de fotos
39. Cazatesoros
40. Clásicos
41. amiibo
42. Connexió a Internet
43. Notificacions automàtiques
44. Equips d'amics
45. Tornejos
46. Tornejos oficials
47. Wii U GamePad
48. Pintar
49. Xat de veu
50. Editor d'escenaris
51. Compartir
(s/n) Altres modes
52. Vídeos
53. Premium Sound Selection
54. Mewtwo s'uneix!

Nintendo va anunciar la data europea per al llançament de Super Smash Bros. for Wii U que, en comptes del 5 de desembre, seria el 28 de novembre, tal com Nintendo França va anunciar. I el mateix per a Australàsia: en comptes del dia 6, el 29 de novembre.
Sakurai va dir que l'addició dels amiibo en el joc es deu a una proposta de més varietat en el joc, una nova forma de millorar i adaptar el personatge a l'usuari. Els seus dissenys estan basats en l'artwork dels personatges, donant instruccions als seus creadors sobre com havien de ser com a feina de supervisor.
Es va anunciar que sortiria a Amèrica del Sud abans del 12 de desembre de 2014. El 9 de desembre s'explica que ha de sortir en algun moment del desembre de 2014.
Sakurai va explicar en una entrevista a la revista japonesa Nintendo Dream que van triar Bandai Namco com a co-desenvolupadora perquè ja va crear grans jocs de lluita com Tekken. Després d'assegurar el contrari, Masahiro Sakurai va explicar que el seu equip està treballant en actualitzacions per afavorir el balanceig dels personatges, juntament amb el contingut descarregable de Mewtwo (Pokémon). També ha explicat que, si el joc es dediqués a jugadors hardcore, no tindria futur, perquè els novells no podrien jugar mai. Diu que l'aparició de personatges com Dr. Mario, el Vilatà o l'entrenadora de Wii Fit es deu a la seva base de fans, sobretot amb els últims, ja que tindrien individualitat especial. L'addició dels lluitadors Mii (dividits en Mii Brawler, Mii Swordfighter i Mii Gunner) consistia en un desafiament per als desenvolupadors, ja que, si volien fer potenciar la personalització dels personatges, van fer un pas més enllà, i van combinar el rostre dels jugadors amb els perfils esmentats anteriorment. Val a dir que Sakurai es va mostrar recitent al principi, ja que unes figures innocents com els Miis podrien promoure l'assetjament. Ha explicat que l'addició de Duo Duck Hunt es deu a les altíssimes vendes de Duck Hunt (NES).
En una entrevista a la revista mensual i americana Game Informer, Masahiro Sakurai va explicar quin criteri van emprar per fer tornar estadis d'altres entregues de la sèrie, que són: la seva popularitat, la "compatibilitat" amb la pantalla de la 3DS o la possibilitat de fer-se repetitives segons la sèrie.
En una entrevista a Game Informer, Sakurai va estar preguntat si havia pensat a permetre la transferència els personatges desbloquejats d'una versió a l'altra i va dir que no, i aleshores va explicar que volia posar tots els personatges disponibles des de l'inici, però l'amor dels fans al "Challenge Aproaching!" (la pantalla que diu que "s'acosta un enemic!") va fer-lo retirar la idea.
Sakurai va dir que per balancejar els personatges en Super Smash Bros. for Wii U es van basar en la reacció dels usuaris en la versió de 3DS. També ha ressaltat que un joc altament balancejat no afavoreix a l'experiència de joc. Sakurai també ha explicat que tots els jocs de la sèrie Super Smash Bros. tenen referències a la història de Nintendo, tant en forma de personatges o escenaris com en desbloquejables com trofeus, adhesius, música, etc., i ha revelat que, a més que coneix la trajectòria de la companyia des de l'època de la NES, no vol ser considerat un "vell" explicant els seus records a persones desinteressades, així que procura equilibrar referències antigues amb modernes per deixar el joc interessant per a tots els públics.
Conegut principalment per compondre temes musicals de jocs de rol de Square Enix, com Final Fantasy o Chrono Trigger, Nobuo Uematsu va crear el tema orquestral de Super Smash Bros. Brawl (Wii, 2007). En una entrevista al lloc Game Informer, el músic va revelar que la invitació per a participar en la banda sonora de Brawl va partir del mateix director del joc, Masahiro Sakurai, mentre prenien una beguda. Aleshores, Sakurai va assegurar que Uematsu podia fer el que vulgués, tant una orquestra com òpera. Segons el músic, Uematsu no va formar part de l'equip de compositors de Super Smash Bros. 4 perquè no va ser convidat aquest cop, però no faltava interès de la seva part.
En un Nintendo Direct exclusiu, el 19 de març es va anunciar que a Corea del Sud el joc sortiria durant el 2015.
En una conferència en un esdeveniment japonès el març de 2015, Sakurai va parlar d'afegir personatges com Takamaru del joc de Famicom Disk System The Mysterious Murasame Castle, però que ho va retirar perquè la gent no el coneixia, però finalment va sortir com a trofeu d'ajuda. Sakurai assegurà haver rebut un munt de peticions per Miiverse.
Al Nintendo Direct del 2 d'abril de 2015, es va anunciar que el personatge Mewtwo es vendria a tothom el 28 del mateix mes, i es regalaria als usuaris del Club Nintendo el dia 14. S'anuncia l'actualització 1.0.6 per a 3DS i una altra per a Wii U, vestits per als lluitadors Mii de pagament i l'anunci del personatge Lucas de EarthBound com a personatge jugable de pagament. S'ha afegit una enquesta a la pàgina web del joc sobre jugadors per incloure; la pàgina també s'ha actualitzat amb informació dels DLC. Nintendo ha divulgat més de 200 imatges relacionades.
El director del joc Masahiro Sakurai va explicar el juny de 2013 que no podria dur tots els personatges d'anteriors entregues en aquest nou joc, explicant que no es tracta solament d'una simple addició, que multiplica el volum de treball duent a terme complicacions pel desenvolupament i endarreriments. Comparant amb l'elenc de lluitadors de Brawl, va dir que afegir un personatge al joc és un fet sense pietat. El director del joc, Masahiro Sakurai, va dir que Nintendo no té la intenció de publicar més contingut descarregable pels seus "grans" jocs perquè podria comportar una decepció pels consumidors; és a dir, un joc ja ha d'incorporar tots els elements que hom vol i no pagar més per nou contingut. També ha explicat que el fet d'afegir personatges al joc ja és prou feina, i assegura que tot l'equip ha estat treballant al màxim per fer els 50 que hi ha. Sakurai va explicar més tard a Famitsu que per estabilitzar els ingressos dels desenvolupadors és necessari recórrer al contingut addicional, i aquesta és una de les raons per les quals ell ha canviat d'opinió respecte a aquest contingut, a part que vol veure als jugadors feliços. El 8 de juny es va anunciar que sis dies després explicaria més detalls sobre el futur contingut addicional per als jocs en una transmissió en línia.
Super Smash Bros. va sortir a Hong Kong i a Taiwan el 24 de juliol de 2015, i amb aquest últim ve acompanyat del lector NFC i de figures amiibo (per separat). A Corea del Sud va sortir el 10 de setembre.
Després de revelar en el Nintendo Direct de novembre de 2015 el DLC del personatge Cloud, el 15 de desembre de 2015 havia de tenir lloc l'última transmissió "Super Smash Bros. Direct" per parlar d'aquest i d'altres temes. En una entrevista a un llibre dedicat a la cronologia dels jocs Fire Emblem, Masahiro Sakurai explica com ha pogut incloure els personatges a la saga de jocs de lluita, i ha conclòs dient que "la producció de DLCs per als dos jocs acabaria aviat".
Durant una entrevista realitzada a la revista japonesa Nintendo Dream d'octubre, el desenvolupador Masahiro Sakurai ha afirmat que l'addicció de les veus dels lluitadors Pokémon (especialment Charizard, Greninja, Lucario i Jigglypuff) es va mostrar com un bon desafiament per a l'equip de desenvolupament i gairebé va fer que el llançament dels jocs a Europa fos endarrerit. El motiu és que les veus implementades als Smash Bros. no són les mateixes que els jocs Pokémon, sinó venen directament de la sèrie animada, i en aquest cas en cada país d'Europa els personatges són doblats per persones diferents (excepte per en Pikachu, que el dobla la mateixa persona).

## Recepció

### Crítica

#### Nintendo 3DS
La revista japonesa Famitsu va puntuar Super Smash Bros. for Nintendo 3DS amb un 37/40, basada en les crítiques 10/9/9/9, per sota del 40/40 de Super Smash Bros. Brawl. El primer analista, amb un 10, elogia els controls així com els modes multijugador i d'un jugador i la personalització dels Mii i el repertori de personatges variat. El segon, amb un 9, qualifica de confús la visualització de la batalla degut a la pantalla petita, encara que els contorns ho aclareixen una mica; així, també va elogiar que el joc fos per a una videoconsola portàtil i la personalització dels personatges i els ràpids i creatius modes d'un jugador. El tercer, també donant-li un 9, qualifiquen el joc de preciós i amb la possibilitat de sentir-lo, així com la innovadora connexió a internet i donant una esperança que la versió de Wii U podria tenir millor nota. El quart, amb un 9, diu que és molt emocionant veure personatges de diverses sagues de videojocs confrontar-se, i també diu que els jugadors poden experimentar múltiples formes de jugar i tenir la ment oberta, així com l'innovador mode de personalització de jugadors.
La crítica occidental l'ha rebut positivament. Gameblog.fr va qualificar el joc amb un 5/5, dient que Super Smash Bros. for 3DS ara és accessible i profund. Digital Chumps, amb un 98, ha dit que el joc és bell amb els seus 60 fotogrames per segon. GamesBeat, amb un 97, diu que el joc és suau, ràpid i impressionat també en compte dels personatges. Nexus Gaming, amb un 95, diu que és una còpia de Super Smash Bros. Brawl però més ràpid, prim i amb més contingut. GamingTrend, amb un 95, qualifica el joc de "fenomenal" i incomparable amb altres entregues de la sèrie. Vandal Online, amb un 95, diu que, encara que es jugui en una videoconsola portàtil, conté totes les prestacions que tindria un joc per a sobretaula. Amb un 93, GameInformer diu que "Super Smash Bros. ha noquejat les meves suposicions i ha renovat el meu entusiasme per la sèrie". EGM, amb un 90, considera el joc un "pas complet". L'espanyola 3Djuegos, amb un 90, diu que per força ha de potenciar les vendes de la Nintendo 3DS, i ha assenyalat la seva riquesa en personatges, modes de joc, opcions i secrets, per a qualsevol públic. Nintendo Life, amb un 90, considera el joc "molt addictiu". Videogamer, amb un 90, considera les ofertes per un jugador i multijugador, així com Smash Run i les batalles 4 vs 4 "indispensables". Polygon, amb un 90, diu que el joc és molt més que baralles. Joystiq amb la mateixa nota ha comentat que ha rebut més del que esperava. Destructoid, però, amb un 90, parla d'un feble "gairebé".
Amb un 89, el lloc web Power Unlimited diu que les limitacions de maquinari de la Nintendo 3DS dificulten que el joc es pugui gaudir amb totalitat. IGN, amb un 8,8, diu que el joc és impressionant i duu moltes hores de joc. MeriStation, amb un 87%, diu que els combats són fluids i dinàmics. Nintendo World Report, amb un 85%, diu que el joc amplia la fórmula emprada en anteriors entregues de la sèrie. Tant GameRevolution com Digital Spy, amb un 80, diuen que Super Smash Bros. for Nintendo 3DS ofereix tot el que s'esperava. Giant Bomb considera que, puntuant-lo amb un 80%, que la llista de personatges és gran i millor, s'ha afegit diversió, i ajustaments com la personalització dels personatges ha estat bé, però ser en una videoconsola portàtil, les poques opcions en línia i la manca d'un mode d'un jugador resistent no se'l pot considerar com el millor de la sèrie, com també ha dit USgamer. GameSpot, amb un 80, diu que ofereix una experiència aprimada.
Amb un 70, Eurogamer diu que Super Smash Bros. for Nintendo 3DS és un videojoc de lluita mediocre, tant en els controls (no es pot utilitzar la creu de senyals per moure el jugador) com en el màrqueting promogut que no ha servit per res.
Amb un 60, GamesRadar diu que la lentitud del multijugador local provocada per les limitacions tècniques de la Nintendo 3DS impedeixen qualificar-lo amb un excel·lent. És la nota més baixa de totes les que es tenen constància a Metacritic.

#### Wii U
El joc ha estat rebut molt posivitament per la crítica occidental.
Amb el grau A, Gaming Age diu que és el joc de Super Smash Bros. per excel·lència, així com Game Revolution, que simplement és "divertit". Amb un 9,8/10, Digital Chumps considera que ha tornat Super Smash Bros. Melee tornant a fer la fórmula. IGN, amb un 9,6, diu que el joc és enorme, emocionant i sense límits. Amb un 9,5, LevelUp diu que és una barreja de la diversió de Super Smash Bros. Brawl i la seriositat de Melee. Amb un 9,5, EGM diu: "Super Smash Bros. for Wii U ofereix la majoria de les maneres, els combatents, i etapes en la història de la franquícia, amb un nivell sorprenentment alt d'esmalt de tots els àmbits. Ja sigui que prefereixi multijugador o toughing en contra de lluitadors de la CPU, trobareu hores d'excel·lent diversió tirar a baix amb els teus personatges favorits de Nintendo.". Destructoid, amb un 9,5, diu que el joc ofereix tota la força de la versió de Nintendo 3DS, només que amb una gran pantalla i més modes. Amb un 90, USgamer també hi està d'acord, i també es fixa en la banda sonora, en els personatges, els escenaris, els modes multijugador. Amb la mateixa nota, Hardcore Gamer diu que és meravellós, addictiu i explosiu i galardona la creació d'escenaris i Mundo Smash. Cheat Code Central el puntua amb un 9,2, dient que és l'únic videojoc de lluita que hom necessita.
La pitjor nota de les que es tenen constància a Metacritic consisteix en un 80%, de Post Arcade (National Post), diu que: "Super Smash Bros. for Wii U té forats que simplement no es poden omplir amb trofeus i una banda sonora enciclopèdica. Els personatges personalitzables són interessants, de amiibo tenen els seus punts més fins, i el multijugador és llis, però en la seva essència aquest és un joc deixa sense canvis.".
Especialitzats en tecnologia, el lloc web Digital Foundry ha sotmès Super Smash Bros. a un test visual i de velocitat, on han demostrat que les dues versions fan servir tot el potencial del maquinari de la consola. Els gràfics corren a 60 imatges per segon (fps), fins i tot en el mode Smash para 8, i les animacions són idèntiques en ambdues versions.

### Vendes

#### Nintendo 3DS
Nintendo of Europe va dir el 16 de setembre que el joc ha venut més d'un milió de còpies en dos dies al Japó, convertint-se en el joc més venut d'aquest període de la Nintendo 3DS i en total. Del 15 al 21 de setembre de 2014 el joc va vendre 321.363 unitats, venent el 93,45% dels exemplars repartits pel Japó i el primer joc de la llista.
A Amèrica, el joc va ser el més venut en la eShop americana de l'1 al 7 d'octubre de 2014. En total n'ha venut 2.800.000 fins al 7 d'octubre mundialment. També ho va ser del 8 al 15.
El joc ja ha venut 750.000 còpies el 3 i el 4 d'octubre, sent 170.000 d'aquestes mitjançant la eShop. El joc n'ha venut 1.270.000 fins al 29 d'octubre de 2014. Segons una edició de la Famitsu a principis de novembre de 2014, 1.432.246 unitats físiques van ser venudes del joc els seus primers quinze dies, i 90.538 d'ells són de la Nintendo eShop (5,9%).
Al Regne Unit el joc va ser el quart més venut en la setmana del 30 de setembre al 4 d'octubre (és a dir, ha necessitat només 24 hores per liderar-se en el top 10) en totes les plataformes i el més venut en els de Nintendo 3DS.
A data de 30 de setembre, Amazon.com va registrar un rècord de vendes de la versió de 3DS.
NPD Group i Nintendo afirmaren que Super Smash Bros. for Nintendo 3DS va ser el segon videojoc més venut l'octubre de 2014, que en va vendre 1.200.000 còpies als Estats Units durant aquell període i que és el novè videojoc més venut de la categoria de Nintendo 3DS. També ha explicat que les vendes de la Wii U i la Nintendo 3DS van augmentar un 47% i les de programari un 84% de gener a octubre de 2014 a la regió.
El joc va vendre fins al 7 de desembre més de dos milions de còpies al Japó, segons una trobada amb accionistes el 9 de desembre de 2014.
Fins al 30 de juny de 2015 va vendre 7,04 M a tot el món, convertint-se en el setè joc més venut per a 3DS a nivell mundial.

#### Wii U
La prevenda del videojoc va ser l'element que més es va vendre de l'11 al 18 de novembre a la Nintendo eShop nord-americana i del 19 al 26.
El joc va vendre 490.000 còpies físiques i digitals del 21 al 23 de novembre de 2014, més ràpidament que Mario Kart 8. Nintendo també ha afirmat que més de 14 milions de còpies s'han venut fins ara de la sèrie Super Smash Bros..
El joc va ser el més venut en els de Wii U i el 14è en el rànquing general al Regne Unit els dies 28 i 29. Del 29 de novembre al 6 de desembre va ser el joc més venut en els de Wii U al Regne Unit i el 14è en el rànquing general.
De l'1 al 7 de desembre va vendre 227.527 unitats al Japó, convertint-se en el més venut del rànquing global en un dia.
Fins al 30 de juny de 2015 va vendre 3,83 M a tot el món, convertint-se en el cinquè joc més venut per a Wii U a nivell mundial.

### Pre-llançament
En el seu anunci l'Electronic Entertainment Expo 2011, molta gent del públic va aplaudir i cridar a favor del videojoc, així com en diverses ocasions com en els tuits en el Nintendo Direct @E3 2013 d'Espanya.
En el número de gener de 2014 de la revista japonesa Famitsu, la versió de Nintendo 3DS del joc era el dissetè videojoc més buscat el 2014. El 6 de març de 2014, la versió de Wii U era 19a i la de 3DS era 20a. A principis d'agost, Super Smash Bros. for Nintendo 3DS era 15è i for Wii U era catorzè. A la vigília del llançament de Super Smash Bros. for Nintendo 3DS al Japó, la revista va fer una altra enquesta, on el joc va rebre la quarta posició amb 424 vots, mentre que la versió de Wii U va rebre l'onzena posició amb 292 vots.
Amazon.com va reportar després del Gamescom 2014 que la prevenda de jocs de la Wii U hi van créixer un 8,6%, i Super Smash Bros. for 3DS i Wii U va ser el desè joc que va tenir un augment de vendes més gran, amb un 7,56%.
Taketo Matsuo, líder de "Tsutaya Game Recycle Plan", una gran cadena de botigues al Japó, va analitzar l'impacte que Super Smash Bros. for Nintendo 3DS faria una vegada que sortís oficialment a la regió el 13 de setembre. Segons Matsuo, les dades relatives a les pre-vendes és que va captar l'interès de la gent de totes les edats, i l'empresari també creu que el llançament d'aquest joc en particular, s'hauria d'aprofitar per a les vendes de la 3DS XL, que ja estan mostrant un creixement significatiu en les últimes setmanes. També diu que el joc serà el més venut el setembre al Japó.

### Premis i nominacions

#### Versió de 3DS
| Any  | Premis                                    | Categoria                     | Resultat  | Ref.            |
| ---- | ----------------------------------------- | ----------------------------- | --------- | --------------- |
| 2013 | Golden Joystick Awards 2013               | Best Game of the Year         | Nominat   | [ 213 ]         |
| 2014 | Game Critics Awards 2014                  | Best Portable Game            | Guanyador | [ 214 ] [ 215 ] |
| 2014 | IGN Best of E3 2014                       | Best Fighting Game            | Guanyador | [ 216 ]         |
| 2014 | IGN Best of E3 2014                       | Best 3DS Game                 | Guanyador | [ 216 ]         |
| 2014 | IGN Best of E3 2014                       | Best of the Show              | Nominat   | [ 216 ]         |
| 2014 | Gamescom 2014 Awards                      | Best Mobile Game              | Guanyador | [ 217 ] [ 218 ] |
| 2014 | Golden Joystick Awards 2014               | Most Wanted                   | Nominat   | [ 219 ]         |
| 2014 | The Game Awards 2014                      | Best Portable console Game    | Guanyador | [ 220 ]         |
| 2014 | Digital Spy's Best Games of the Year 2014 | Best Game of the Year         | Guanyador | [ 221 ]         |
| 2014 | GameSpot's Game of the Year               | 3DS Game of the Year          | Nominat   | [ 222 ]         |
| 2014 | Nintendo Life's Reader Awards 2014        | 3DS Retail Game of the Year   | Guanyador | [ 223 ]         |
| 2014 | Nintendo Life's Staff Awards 2014         | 3DS Retail Game of the Year   | Guanyador | [ 224 ]         |
| 2015 | IGN's Best of 2014                        | Best 3DS Game                 | Nominat   | [ 225 ]         |
| 2015 | IGN's Best of 2014                        | People's Choice Best 3DS Game | Guanyador | [ 225 ]         |
| 2016 | People's Choice Awards 2016               | Favourite Videogame           | Guanyador | [ 226 ]         |
| 2016 | Japan Game Awards 2016                    | Global Award Japanese Product | Guanyador | [ 227 ]         |

#### Versió de Wii U
| Any                                       | Premis                                 | Categoria                     | Resultat  | Ref.            |
| ----------------------------------------- | -------------------------------------- | ----------------------------- | --------- | --------------- |
| 2014                                      |                                        |                               |           |                 |
| Gamescom 2014 Awards                      | Best Nintendo Console Game             | Nominat                       | [ 217 ]   |                 |
| Gamescom 2014 Awards                      | Best Action Game                       | Nominat                       | [ 217 ]   |                 |
| Destructoid's Best of 2014                | Best Multiplayer Design                | Guanyador                     | [ 228 ]   |                 |
| Destructoid's Best of 2014                | Best Overall Game                      | Nominat                       | [ 229 ]   |                 |
| Destructoid's Best of 2014                | The Destructoid Community Choice Award | Nominat                       | [ 230 ]   |                 |
| Digital Spy's Best Games of the Year 2014 | Best Game of the Year                  | Guanyador                     | [ 221 ]   |                 |
| The Game Awards                           | Best Fighting Game                     | Guanyador                     | [ 231 ]   |                 |
| Game Revolution's Best of 2014 Awards     | Best Nintendo Console Exclusive        | Guanyador                     | [ 232 ]   |                 |
| Game Revolution's Best of 2014 Awards     | Best Fighting Game                     | Guanyador                     | [ 232 ]   |                 |
| GameSpot's Game of the Year               | Wii U Game of the Year                 | Nominat                       | [ 233 ]   |                 |
| GamesRadar's Best Games of 2014           | Game of the Year                       | Nominat                       | [ 234 ]   |                 |
| GamesRadar's Best Games of 2014           | Best Fighting                          | Guanyador                     | [ 234 ]   |                 |
| GameTrailers's Best of 2014               | Best Fighting Game                     | Guanyador                     | [ 235 ]   |                 |
| GameTrailers's Best of 2014               | Best Multiplayer                       | Nominat                       | [ 236 ]   |                 |
| GameTrailers's Best of 2014               | Best Wii U Exclusive                   | Nominat                       | [ 237 ]   |                 |
| Giant Bomb's 2014 Game of the Year Awards | Best Local Multiplayer                 | Nominat                       | [ 238 ]   |                 |
| Metacritic's Best Video Games of 2014     | Game of the Year                       | Guanyador                     | [ 239 ]   |                 |
| Nintendo Life's Reader Awards 2014        | Overall Game of the Year               | Guanyador                     | [ 223 ]   |                 |
| Nintendo Life's Reader Awards 2014        | Wii U Retail Game of the Year          | Guanyador                     | [ 223 ]   |                 |
| Nintendo Life's Staff Awards 2014         | Overall Game of the Year               | Nominat                       | [ 224 ]   |                 |
| Nintendo Life's Staff Awards 2014         | Wii U Retail Game of the Year          | Nominat                       | [ 224 ]   |                 |
| USA Today                                 | Game of the Year                       | Guanyador                     | [ 240 ]   |                 |
| 2015                                      | IGN's Best of 2014                     | Best Competitive Multiplayer  | Guanyador | [ 241 ]         |
| 2015                                      | IGN's Best of 2014                     | Best Music                    | Nominat   | [ 242 ]         |
| 2015                                      | IGN's Best of 2014                     | Best Overall Game             | Nominat   | [ 243 ] [ 244 ] |
| 2015                                      | IGN's Best of 2014                     | Best Sound Design             | Nominat   | [ 245 ]         |
| 2015                                      | IGN's Best of 2014                     | Best Wii U Game               | Nominat   | [ 246 ]         |
| 2015                                      | SXSW Gaming Awards 2015                | Excellence in Multiplayer     | Guanyador | [ 247 ]         |
| 2016                                      | People's Choice Awards 2016            | Favourite Videogame           | Guanyador | [ 226 ]         |
| 2016                                      | NAVGTR Awards 2016                     | eSports Game                  | Nominat   | [ 248 ]         |
| 2016                                      | Japan Game Awards 2016                 | Global Award Japanese Product | Guanyador | [ 227 ]         |

### Màrqueting

Alguns dels figurins Amiibo per a Super Smash Bros. for Wii U. La imatge dels figurins és l'artwork dels personatges. D'esquerra a dreta hi ha el figurí de Marth, Donkey Kong, Yoshi, Link, Pikachu, Palutena, Mario, Fox McCloud, Samus Aran, Vilatà, Princesa Peach, Kirby, Pit (no anunciat per al llançament) i Entrenador de Wii Fit. La compatibilitat amb els amiibo es va afegir al joc amb la intenció d'allargar-li la "vida útil".

#### E3 2014
Durant l'E3 que va tenir lloc entre el 10 i el 12 de juny de 2014, va tenir lloc una massiva campanya de màrqueting, principalment de part de Nintendo of America. Dincs la seva programació "Nintendo Play", va organitzar diversos esdeveniments entre els quals es troba la conferència principal, el Nintendo Digital Event, que es va veure cinc milions de vegades, amb el nom de Nintendo utilitzat a Twitter 30.000 vegades, juntament amb una comunitat especial a Miiverse. També es va promoure un personatge fictici basat en el president de Nintendo of America, Reggie Fils-Aime, un robot anomenat Reggie "Fils-A-Mech" que té ulleres Rayban que dissimulen dos ulls amb rajos làser que desintegren persones, personatge que tenia la intenció de saber què tramaven a l'E3; el personatge va estar creat pel canal Mega64 de YouTube juntament amb els productors de la sèrie de televisió per a adults Robot Chicken (Cartoon Network).
Va tenir lloc una guia especial anomenada "Super Smash Bros. Invitational" ("Super Smash Bros. por invitación") reunint setze jugadors a concursos entre 3000 aficionats que van assistir a competicions que van tenir lloc durant l'E3. Durant l'E3 també es va poder jugar a una demo de la versió de Wii U a les cadenes de botigues Best Buy, oferint alguns regals per als primers que el reservessin. Nintendo va organitzar un concurs on es va sortejar un vol i entrades a l'E3 2014 així com VIPs per al torneig "Invitational". El guanyador va ser Justin Lennox.
El Departament de Desenvolupament de Productes de Nintendo of America (o Treehouse), responsable de localitzar i provar jocs de Nintendo of America, va fer una transmissió del 10 al 12 de juny provant demos de jocs anunciats, incloent Super Smash Bros.. També van tenir lloc programes especials (com els Nintendo Minute) i regals durant l'E3, i la botiga oficial de Nintendo, la Nintendo World Store (ara Nintendo NYC), va permetre provar els jocs i veure la transmissió del grup Treehouse.

#### Edicions i comandaments especials
Nintendo va llançar especialment per a l'ocasió un adaptador del comandament de Nintendo GameCube, on es poden incrustar fins a quatre comandaments (incloent WaveBird) al port USB de la Wii U. També va sortir una edició del comandament de GameCube amb el logo de la sèrie Super Smash Bros. que va sortir alhora, així com un paquet de Super Smash Bros. for Wii U que ve inclòs l'adaptador i un comandament de GameCube exclusiu d'Amèrica del Nord. Una edició del comandament en color blanc va sortir exclusivament al Japó el 6 de desembre (i també va aparèixer a un esdeveniment de Nintendo). Tant l'adaptador com el comandament especial, així com la resta de productes exclusius per a altres regions, van sortir juntament amb Super Smash Bros. for Wii U segons la regió. El comandament és compatible amb altres jocs compatibles amb el Wii Classic Controller, amb el Wii Classic Controller Pro o amb el Wii U Pro Controller. Ja ha sortit la caràtula europea de tots aquests productes.
El fabricant d'accessoris PDP va anunciar un comandament de Wii U basat en el de GameCube amb alguns canvis, que van sortir en sis edicions diferents: Mario, Peach, Yoshi, Donkey Kong, Samus Aran, Link i Luigi (els tres primers van sortir a finals de 2014, i els quatre últims el febrer de 2015). La fabricant japonesa Hori llançà a la venda a la regió el 6 de desembre de 2014 al Japó dos comandaments de Nintendo GameCube que actuen com un Wii Classic Controller (que funciona en jocs de Wii i Wii U) i que es pot encaixar en un Wii Remote, en edicions Mario i Luigi.
El 2 d'octubre de 2014 va sortir una edició limitada de 3DS XL mostrant l'art de la caràtula en blanc i negre així com la resta de decorat en vermell i el logotip global de la sèrie i pel darrere negre amb el joc Super Smash Bros. for 3DS preinstal·lat a la targeta SD. L'edició limitada també va sortir a Australàsia, concretament el 27 d'agost de 2014, encara que allà el joc no està preinstal·lat. Després d'alguns rumors, el paquet va arribar el 19 de setembre a Amèrica del Nord sense el joc.
El 3 d'octubre de 2014 va sortir a Europa va sortir el Super Smash Bros. for Nintendo 3DS Double Pack, que conté 2 exemplars del joc a un preu especial. Va sortir l'11 de desembre al Japó m on qui el comprés rebria de franc dos embalatges del joc temàtiques de la sèrie, en vermell i en verd, així com segells adhesius.
El pack d'amiibo de Mario amb Super Smash Bros. for Wii U va sortir el 5 de desembre de 2014 a Europa, així com un paquet que inclou joc i l'adaptador de comandaments de GameCube. El 23 de desembre de 2014 va sortir a Espanya el Super Smash Bros. for Wii U Basic Pack, un paquet que inclou una Wii U blanca amb 8 GB d'emmagatzematge, un Wii U GamePad blanc, els seus accessoris (un adaptador de corrent per al Wii U GamePad i un altre per a la consola, connector HDMI, barra de sensors i suports) i una còpia física de Super Smash Bros. (Wii U).
Al Japó va sortir una New Nintendo 3DS LL temàtica del joc pel 8 de novembre per 18800 iens i la New Nintendo 3DS rebria un Kisekae Plate temàtic per 1500 iens i cinc temes pel menú HOME. El 21 de maig de 2015 va sortir a Australàsia un paquet que inclou una New 3DS, una còpia del joc, una Cover Plate exclusiva i un amiibo a triar. El 22 de setembre de 2016 va sortir a Austràlia un paquet de Super Smash Bros. for Nintendo 3DS' amb un amiibo i un lector/gravador NFC.
A data de 12 d'octubre de 2015, fruit d'una aliança amb Nintendo, van sortir a l'Amazon.com dels EUA edicions digitals de Super Smash Bros. for Nintendo 3DS i Super Smash Bros. for Wii U amb tots els DLCs llançats fins a la data inclosos per a les respectives edicions, batejats com a "Super Smash Bros. Digital Complete Pack".
Amb motiu del Black Friday el 2015 va estar disponible a certes botigues nord-americanes un paquet de Wii U Premium Pack amb Super Smash Bros. for Wii U i Splatoon, l'"Smash Splat Wii U Deluxe Set". El 15 de novembre de 2016 va sortir a Austràlia un paquet de Wii U Premium Pack amb un codi de descàrrega de Super Smash Bros. i Mario Kart 8 preinstal·lat.

#### Tornejos i demos
Nintendo va realitzr diversos tornejos oficials, especialment per Amèrica del Nord, incloent el "National Open Championship" a la botiga Nintendo World Store, un tour visitant escoles de futbol, demostracions a centres comercials, demos a certes botigues (incloent a GameStop amb "Karissa la destructora"), transmissions sota el nom de "Super Smash Club" als Estats Units i al Canadà, els tornejos "Mix n' Match" del Nintendo World Store o el japonès "Amiibo X Smash Bros. Saikyou Amiibo Ketteisen". També hi ha hagut nombroses participacions dels jocs a fires de tot el món, on les més notables són les Comic-Con o les Gamescom i els esdeveniments dedicats a Super Smash Bros. i a la sèrie en general.
Super Smash Bros. for Nintendo 3DS va rebre una demo gratuïta el 10 de setembre a la eShop de 3DS, i que va estar disponible al Japó fins al 31 d'octubre de 2014. Es pot escollir entre 5 lluitadors (Mario, Link, Pikachu, Mega Man i Vilatà amb els seus cinc vestits alternatius), l'escenari és camp de batalla (en estat omega o normal), i les regles són fixes. Permet trenta sessions, i va sortir a Europa i Amèrica el 19 de setembre de 2014; tot i així, des del 12 de setembre es va estar enviant a alguns membres del Club Nintendo (membres Platinum) amb sessions il·limitades. A partir del 18 de setembre, a més, va estar disponible per provar en certes botigues.

#### Altres
Per promoure el videojoc, Masahiro Sakurai va llançar periòdicament imatges del dia a la xarxa social Miiverse ensenyant alguns detalls del joc. Aquestes imatges es traduïen al japonès al Twitter oficial de la sèrie, i els comptes de Nintendo of Europe i Nintendo of Australia també en llançava algunes. Sakurai escrivia les notícies de Miiverse uns deu dies abans gràcies a un ajudant però Sakurai les feia a mà. També destaquen actualitzacions periòdiques de la web oficial del joc explicant-ne alguns conceptes.
Super Smash Bros. for Nintendo 3DS i Wii U tampoc ha mancat de marxandatge. Qui va reservar la versió de 3DS a l'Amazon japonès va rebre un drap de neteja especial. Al Best Buy americà, qui el reservés rebria una moneda daurada amb el logotip del joc a un costat i el símbol de la sèrie a l'altra. Qui reservés la versió de Wii U a la botiga mexicana Gameplanet rebria un clauer de Mega Man i un pòster excluisu amb els personatges. Finalment, van sortir al Club Nintendo americà tres pòsters basats en el Vilatà, Rosalina i Palutena respectivament, i posteriorment van sortir-ne tres més amb Duck Hunt, Bowser Jr. i Shulk.
L'editorial nord-americana Prima Games va publicar guies oficials del joc per a 3DS el 3 d'octubre de 2014, mentre que la de Wii U va rebre dues edicions: la "Super Smash Bros. for Wii U Collector’s Edition: Prima Official Game Guide", que té tapa dura i 304 pàgines, i la "Super Smash Bros. for Wii U: Prima Official Game Guide", que té 288 pàgines.
Destaca la presència de molts anuncis publicitaris mostrats arreu del Japó, Amèrica del Nord i Europa, així com concursos (incloent un de Nintendo del Regne Unit demanant als fans penjar captures de pantalla de tant en tant sobre un tema específic, o alguns de Miiverse on involucrava utilitzxar l'editor de fotos). També han tingut lloc diverses ofertes a la Nintendo eShop (incloent alguna vegada que s'ha escoltat el tema del joc). A una estació de tren de Tòquio, anomenada Ikebukuro Station, es van penjar cartells fent publicitat de la versió de 3DS, alhora destacant alguns personatges. Nintendo of America va estar publicant diversos vídeos ensenyant controls de la versió de 3DS, publicats en forma de capítols.
És possible a partir de Super Smash Bros. for Wii U amb la Wii U i el 2015 amb la Nintendo 3DS descarregar-se una petita part del joc i acabar de descarregar-lo el dia que surti per poder jugar aquell dia.
Es va afegir a la Plaza Mii de StreetPass japonesa, americana i europea un panell completable del joc de 40 peces.
A la categoria de termes sobre videojocs més compartits durant el 2015 a Tumblr, Pokémon és el líder com a l'any anterior, en quarta posició tenim The Legend of Zelda, i en sisè i vuitè lloc tenim Super Smash Bros. i Splatoon respectivament. A més a més tenim Animal Crossing: New Leaf al novè lloc i Fire Emblem al dotzè.

## Desenvolupadors
Desenvolupadors principals: Sora Limited (sota el copyright HAL Laboratory) i Bandai Namco Games.
- Supervisors: Arzest, Asobism, Camelot, Curve, Good-Feel, Grezzo, Grounding, KeysFactory, Koei Tecmo, Monster Games, Next Level Games, Omiya Soft, Paritybit, Prope, Q-Games, Red Entertainment, Retro Studios, Skip, Spike Chunsoft, Syn Sophia, Tose, Treasure, Vanpool, Vitei.[325]
- Desenvolupadors secundaris: OrangeBox Co Ltd, Ritterz Inc, SmartPoint Co Ltd, Smart Technology Inc, Arca Inc, Cattle Call, Imagicadigitalscape Co Ltd/Bauhaus Entertainment, Fruit Seal, Gotoron Inc, Agni-Flare Co Ltd, Brushup Co Ltd, Tri-Crescendo Inc, Smile Technology United, Creek & River Co Ltd, Imagicadigitalscape Co Ltd, Leverages Inc, Pole to Win Co Ltd, Digital Hearts Co Ltd, Adecco Ltd, E-smile Co Ltd, Tribe Co Ltd, Shantery Co Ltd, Jackalope Digital Factory, Bandai Namco Singapore Pte Ltd, Black Bandit Q Limited, Qbist Co Ltd, Opus Studio Inc, Katsugekiza Inc Motion Actors Japan, Lancarse i Premium Agency.[325]